# A Szovjetunió az 1976. évi nyári olimpiai játékokon
A Szovjetunió a kanadai Montréalban megrendezett 1976. évi nyári olimpiai játékok egyik részt vevő nemzete volt. Az országot az olimpián 22 sportágban 410 sportoló képviselte, akik összesen 125 érmet szereztek.

## Érmesek
| Érem  | Versenyző | Sportág       | Versenyszám                    |
| ----- | --- | ------------- | ------------------------------ |
| Arany | Viktor Szanyejev | Atlétika      | Férfi hármasugrás              |
| Arany | Jurij Szjedih | Atlétika      | Férfi kalapácsvetés            |
| Arany | Tatyjana Kazankina | Atlétika      | Női 800 m                      |
| Arany | Tatyjana Kazankina | Atlétika      | Női 1500 m                     |
| Arany | Alekszej Sumakov | Birkózás      | Kötöttfogás, 48 kg             |
| Arany | Vitalij Konsztantyinov | Birkózás      | Kötöttfogás, 52 kg             |
| Arany | Szuren Nalbangyan | Birkózás      | Kötöttfogás, 68 kg             |
| Arany | Anatolij Bikov | Birkózás      | Kötöttfogás, 74 kg             |
| Arany | Valerij Rezancev | Birkózás      | Kötöttfogás, 90 kg             |
| Arany | Nyikolaj Balbosin | Birkózás      | Kötöttfogás, 100 kg            |
| Arany | Alekszandr Kolcsinszkij | Birkózás      | Kötöttfogás, +100 kg           |
| Arany | Vlagyimir Jumin | Birkózás      | Szabadfogás, 57 kg             |
| Arany | Pavel Pinyigin | Birkózás      | Szabadfogás, 68 kg             |
| Arany | Levan Tediasvili | Birkózás      | Szabadfogás, 90 kg             |
| Arany | Ivan Jarigin | Birkózás      | Szabadfogás, 100 kg            |
| Arany | Szoszlan Angyijev | Birkózás      | Szabadfogás, +100 kg           |
| Arany | Vlagyimir Nyevzorov | Cselgáncs     | Férfi váltósúly                |
| Arany | Szerhij Novikov | Cselgáncs     | Férfi nehézsúly                |
| Arany | Nyikolaj Ivanov Vlagyimir Jesinov Alekszandr Klepikov Mihail Kuznyecov Alekszandr Lukjanov Aleksandr Sema | Evezés        | Férfi kormányos négyes         |
| Arany | Szergej Nagornij Vlagyimir Romanovszkij | Kajak-kenu    | Férfi kajak kettes 1000 m      |
| Arany | Szerhij Csuhraj Jurij Filatov Alekszandr Gyegtyarjov Vlagyimir Morozov | Kajak-kenu    | Férfi kajak négyes 1000 m      |
| Arany | Alekszandr Rogov | Kajak-kenu    | Férfi kenu egyes 500 m         |
| Arany | Szerhij Petrenko Alekszandr Vinogradov | Kajak-kenu    | Férfi kenu kettes 500 m        |
| Arany | Szerhij Petrenko Alekszandr Vinogradov | Kajak-kenu    | Férfi kenu kettes 1000 m       |
| Arany | Galina Kreft-Alekszejeva Nyina Gopova-Trofimova | Kajak-kenu    | Női kajak kettes 500 m         |
| Arany | Valerij Csapligin Anatolij Csukanov Vlagyimir Kaminszkij Aavo Pikkuus | Kerékpározás  | Férfi csapat időfutam          |
| Arany | Nemzeti válogatott Alekszandr Anpilogov Jevgenyij Csernisov Anatolij Fegyukin Valerij Gasszij Vaszilj Iljin Mihail Iscsenko Jurij Kigyajev Jurij Klimov Vlagyimir Kravcov Szergej Kusnirjuk Jurij Lahutyin Vlagyimir Makszimov Olekszandr Rezanov Nyikolaj Tomin                                                           | Kézilabda     | Férfi                          |
| Arany | Nemzeti válogatott Ljubov Berezsnaja Ljudmila Bobrusz Aldona Česaitytė Tatyjana Hluscsenko Larisza Karlova Marija Litosenko Nyina Lobova Tatyjana Makarec Ljudmila Pancsuk Rafiga Sabanova Natalija Sersztyuk Ljudmila Subina Zinajida Turcsina Halina Zaharova                                                            | Kézilabda     | Női                            |
| Arany | Nemzeti válogatott Olga Bariseva Tamāra Dauniene Nyelli Ferjabnyikova Natalija Klimova Rajisza Kurvjakova Tatyjana Ovecskina Angelė Rupšienė Uļjana Semjonova Nagyezsda Suvajeva Olga Szuharnova Nagyezsda Zaharova Tetyana Zaharova                                                                                       | Kosárlabda    | Női                            |
| Arany | Jelena Vajcehovszkaja | Műugrás       | Női egyéni toronyugrás         |
| Arany | Alekszandr Gazov | Sportlövészet | Futócéllövészet                |
| Arany | Alekszandr Voronyin | Súlyemelés    | 52 kg                          |
| Arany | Nyikolaj Kolesznyikov | Súlyemelés    | 60 kg                          |
| Arany | Petro Korol | Súlyemelés    | 67,5 kg                        |
| Arany | Valerij Sarij | Súlyemelés    | 82,5 kg                        |
| Arany | David Rigert | Súlyemelés    | 90 kg                          |
| Arany | Jurij Zajcev | Súlyemelés    | 110 kg                         |
| Arany | Vaszilij Alekszejev | Súlyemelés    | +110 kg                        |
| Arany | Nyikolaj Andrianov | Torna         | Férfi talaj                    |
| Arany | Nyikolaj Andrianov | Torna         | Férfi ugrás                    |
| Arany | Nyikolaj Andrianov | Torna         | Férfi gyűrű                    |
| Arany | Nyikolaj Andrianov | Torna         | Férfi egyéni összetett         |
| Arany | Nelli Kim | Torna         | Női talaj                      |
| Arany | Nelli Kim | Torna         | Női ugrás                      |
| Arany | Marija Filatova Szvetlana Grozdova Nelli Kim Olga Korbut Elvira Szaagyi Ljudmila Turiscseva | Torna         | Női csapat összetett           |
| Arany | Marina Kosevaja | Úszás         | Női 200 m mell                 |
| Arany | Viktor Krovopuszkov | Vívás         | Férfi kard, egyéni             |
| Arany | Mihail Burcev Viktor Krovopuszkov Vlagyimir Nazlimov Viktor Szigyak Eduard Vinokurov | Vívás         | Férfi kard, csapat             |
| Arany | Jelena Belova Nailja Giljazova Olga Knyazeva Valentyina Nyikonova Valentyina Szidorova | Vívás         | Női tőr, csapat                |
| Ezüst | Jevgenyij Mironov | Atlétika      | Férfi súlylökés                |
| Ezüst | Alekszej Szpiridonov | Atlétika      | Férfi kalapácsvetés            |
| Ezüst | Tatyjana Anyisznmova | Atlétika      | Női 100 m gát                  |
| Ezüst | Nagyezsda Csizsova | Atlétika      | Női súlylökés                  |
| Ezüst | Nelszon Davigyan | Birkózás      | Kötöttfogás, 62 kg             |
| Ezüst | Vlagyimir Csebokszarov | Birkózás      | Kötöttfogás, 82 kg             |
| Ezüst | Roman Dmitrijev | Birkózás      | Szabadfogás, 48 kg             |
| Ezüst | Alekszandr Ivanov | Birkózás      | Szabadfogás, 52 kg             |
| Ezüst | Viktor Novozsilov | Birkózás      | Szabadfogás, 82 kg             |
| Ezüst | Valerij Dvojnyikov | Cselgáncs     | Férfi középsúly                |
| Ezüst | Ramaz Harsiladze | Cselgáncs     | Férfi félnehézsúly             |
| Ezüst | Dmitrij Behtyerev Jurij Lorencszon Jurij Surkalov | Evezés        | Férfi kormányos kettes         |
| Ezüst | Vytautas Butkus Jevgenyij Dulejev Jurij Jakimov Aivars Lazdenieks | Evezés        | Férfi négypárevezős            |
| Ezüst | Mira Brjunyina Nagyezsda Csernisova Galina Jermolajeva Anna Kondrasina Larisza Popova | Evezés        | Női kormányos négypárevezős    |
| Ezüst | Olga Guzenko Olga Kolkova Klavdija Koženkova Olga Pugovszkaja Nagyezsda Roscsina Nagyezsda Rozgon Ljubov Talalajeva Nelli Tarakanova Jelena Zubko | Evezés        | Női nyolcas                    |
| Ezüst | Valentyina Kovpan | Íjászat       | Női egyéni                     |
| Ezüst | Szergej Nagornij Vlagyimir Romanovszkij | Kajak-kenu    | Férfi kajak kettes 500 m       |
| Ezüst | Vaszil Jurcsenko | Kajak-kenu    | Férfi kenu egyes 1000 m        |
| Ezüst | Tatyjana Korsunova | Kajak-kenu    | Női kajak egyes 500 m          |
| Ezüst | Vlagyimir Oszokin Alekszandr Perov Vitalij Petrakov Viktor Szokolov | Kerékpározás  | Férfi csapat üldözőverseny     |
| Ezüst | Rufat Riszkijev | Ökölvívás     | Középsúly                      |
| Ezüst | Pavel Lednyov | Öttusa        | Férfi egyéni                   |
| Ezüst | Nemzeti válogatott Vlagyimir Csernisov Jefim Csulak Vlagyimir Dorohov Alekszandr Jermilov Vlagyimir Kondra Oleh Moliboha Anatolij Poliscsuk Pāvels Seļivanovs Alekszandr Szavin Jurij Sztarunszkij Vlagyimir Ulanov Vjacseszlav Zajcev                                                                                     | Röplabda      | Férfi                          |
| Ezüst | Nemzeti válogatott Larisza Bergen Ljudmila Csernisova Zoja Juszova Olga Kozakova Natalja Kusnyir Nyina Muradjan Lilija Oszadcsaja Inna Riszkal Anna Rosztova Ljubov Rudovszkaja Ljudmila Scsetyinyina Nyina Szmolejeva | Röplabda      | Női                            |
| Ezüst | Alekszandr Kegyarov | Sportlövészet | Futócéllövészet                |
| Ezüst | Vartan Militoszjan | Súlyemelés    | 75 kg                          |
| Ezüst | Vlagyimir Marcsenko | Torna         | Férfi talaj                    |
| Ezüst | Nyikolaj Andrianov | Torna         | Férfi korlát                   |
| Ezüst | Alekszandr Gyityatyin | Torna         | Férfi gyűrű                    |
| Ezüst | Nyikolaj Andrianov Alekszandr Gyityatyin Gennagyij Kriszin Vlagyimir Marcsenko Vlagyimir Markelov Vlagyimir Tyihonov | Torna         | Férfi csapat összetett         |
| Ezüst | Ljudmila Turiscseva | Torna         | Női talaj                      |
| Ezüst | Ljudmila Turiscseva | Torna         | Női ugrás                      |
| Ezüst | Olga Korbut | Torna         | Női gerenda                    |
| Ezüst | Nelli Kim | Torna         | Női egyéni összetett           |
| Ezüst | Andrej Bogdanov Szergej Kopljakov Andrej Krilov Vlagyimir Mihejev Volodimir Raszkatov Andrej Szmirnov | Úszás         | Férfi 4 × 200 m gyorsváltó     |
| Ezüst | Ljubov Ruszanova | Úszás         | Női 100 m mell                 |
| Ezüst | Marina Jurcsenya | Úszás         | Női 200 m mell                 |
| Ezüst | Andrej Balasov | Vitorlázás    | Finn dingi                     |
| Ezüst | Vlagyiszlav Akimenko Valentin Mankin | Vitorlázás    | Tempest                        |
| Ezüst | Aljakszandr Ramanykov | Vívás         | Férfi tőr, egyéni              |
| Ezüst | Vlagyimir Nazlimov | Vívás         | Férfi kard, egyéni             |
| Bronz | Valerij Borzov | Atlétika      | Férfi 100 m                    |
| Bronz | Jevgenyij Gavrilenko | Atlétika      | Férfi 400 m gát                |
| Bronz | Alekszandr Akszinyin Valerij Borzov Nyikolaj Kolesznyikov Juris Silovs | Atlétika      | Férfi 4 × 100 m váltó          |
| Bronz | Alekszandr Barisnyikov | Atlétika      | Férfi súlylökés                |
| Bronz | Anatolij Bondarcsuk | Atlétika      | Férfi kalapácsvetés            |
| Bronz | Mikola Avilov | Atlétika      | Férfi tízpróba                 |
| Bronz | Natalja Lebegyeva | Atlétika      | Női 100 m gát                  |
| Bronz | Vera Anyiszimova Nagyezsda Beszfamilnaja Ljudmila Maszlakova Tatyjana Prorocsenko | Atlétika      | Női 4 × 100 m váltó            |
| Bronz | Ljudmila Akszjonova Nagyezsda Iljina Inta Kļimoviča Natalja Szokolova | Atlétika      | Női 4 × 400 m váltó            |
| Bronz | Ligyija Alfejeva | Atlétika      | Női távolugrás                 |
| Bronz | Fargat Musztafin | Birkózás      | Kötöttfogás, 57 kg             |
| Bronz | Sota Csocsisvili | Cselgáncs     | Férfi nyílt                    |
| Bronz | Raul Arnemann Valerij Dolinyin Anusavan Gasszan-Dzsalilov Nyikolaj Kuznyecov | Evezés        | Férfi kormányos nélküli négyes |
| Bronz | Jelena Antonova | Evezés        | Női egypárevezős               |
| Bronz | Eleonora Kaminskaitė Genovaitė Ramoškienė | Evezés        | Női kétpárevezős               |
| Bronz | Ligyija Krilova Ljudmila Krohina Galina Misenyina Anna Paszoha Nagyezsda Szevosztyjanova | Evezés        | Női kormányos négyes           |
| Bronz | Zebinyisszo Rusztamova | Íjászat       | Női egyéni                     |
| Bronz | Nemzeti válogatott Vlagyimir Arzamaszkov Alekszandr Belov Szergej Belov Ivan Jadeska Miheil Korkia Andrej Makejev Valerij Miloszerdov Anatolij Miskin Olekszandr Szalnikov Volodimir Tkacsenko Alzsan Zsarmuhamedov Vlagyimir Zsigilij                                                                                     | Kosárlabda    | Férfi                          |
| Bronz | Nemzeti válogatott Vlagyimir Asztapovszkij Oleh Blohin Leonyid Burjak Vlagyimir Fjodorov Mihail Fomenko David Kipiani Viktor Kolotov Anatoli Konykov Viktor Matvijenko Alekszandr Minajev Leonyid Nazarenko Volodimir Oniscsenko Alekszander Prohorov Reskó István Vlagyimir Troskin Vlagyimir Veremejev Viktor Zvjagincev | Labdarúgás    | Férfi                          |
| Bronz | Alekszandr Koszenkov | Műugrás       | Férfi egyéni műugrás           |
| Bronz | Vlagyimir Alejnyik | Műugrás       | Férfi egyéni toronyugrás       |
| Bronz | Davit Toroszjan | Ökölvívás     | Légsúly                        |
| Bronz | Viktor Ribakov | Ökölvívás     | Harmatsúly                     |
| Bronz | Vaszilij Szolomin | Ökölvívás     | Könnyűsúly                     |
| Bronz | Viktor Szavcsenko | Ökölvívás     | Nagyváltósúly                  |
| Bronz | Gennagyij Luscsikov | Sportlövészet | Sportpuska fekvő               |
| Bronz | Nyikolaj Andrianov | Torna         | Férfi lólengés                 |
| Bronz | Ljudmila Turiscseva | Torna         | Női egyéni összetett           |
| Bronz | Volodimir Raszkatov | Úszás         | Férfi 400 m gyors              |
| Bronz | Arvydas Juozaitis | Úszás         | Férfi 100 m mell               |
| Bronz | Andrej Szmirnov | Úszás         | Férfi 400 m vegyes             |
| Bronz | Marina Kosevaja | Úszás         | Női 100 m mell                 |
| Bronz | Ljubov Ruszanova | Úszás         | Női 200 m mell                 |
| Bronz | Viktor Szigyak | Vívás         | Férfi kard, egyéni             |
| Bronz | Jelena Belova | Vívás         | Női tőr, egyéni                |

## Atlétika
Férfi
| Versenyző                                                               | Versenyszám     | Előfutam | Előfutam | Előfutam | Negyeddöntő      | Negyeddöntő      | Negyeddöntő      | Elődöntő | Elődöntő | Elődöntő | Döntő         | Döntő         |
| Versenyző                                                               | Versenyszám     | Idő      | Hely.    | Össz.    | Idő              | Hely.            | Össz.            | Idő      | Hely.    | Össz.    | Idő           | Helyezés      |
| ----------------------------------------------------------------------- | --------------- | -------- | -------- | -------- | ---------------- | ---------------- | ---------------- | -------- | -------- | -------- | ------------- | ------------- |
| Alekszandr Akszinyin                                                    | 100 m           | 10,60    | 3.       | 17.*     | 10,55            | 4.               | 17.              | 10,50    | 7.       | 11.      | kiesett       | kiesett       |
| Valerij Borzov                                                          | 100 m           | 10,53    | 2.       | 9.**     | 10,39            | 2.               | 8.               | 10,30    | 2.       | 4.***    | 10,14         |               |
| Juris Silovs                                                            | 100 m           | 10,70    | 3.       | 31.*     | nem állt rajthoz | nem állt rajthoz | nem állt rajthoz | kiesett  | kiesett  | kiesett  | kiesett       | kiesett       |
| Nyikolaj Kolesznyikov                                                   | 200 m           | 21,33    | 4.       | 14.      | 21,08            | 4.               | 15.              | 21,25    | 7.       | 12.      | kiesett       | kiesett       |
| Viktor Anokhin                                                          | 800 m           | 1:46,81  | 6.       | 6.       |                  |                  |                  | 1:47,71  | 7.       | 13.      | kiesett       | kiesett       |
| Vladimir Ponomaryov                                                     | 800 m           | 1:48,59  | 3.       | 24.      |                  |                  |                  | kiesett  | kiesett  | kiesett  | kiesett       | kiesett       |
| Borisz Kuznyecov                                                        | 5000 m          | 13:32,78 | 3.       | 12.      |                  |                  |                  |          |          |          | nem ért célba | nem ért célba |
| Enn Sellik                                                              | 5000 m          | 13:20,81 | 4.       | 4.       |                  |                  |                  |          |          |          | 13:36,72      | 11.           |
| Vyacheslav Kulebyakin                                                   | 110 m gát       | 13,99    | 3.       | 8.       |                  |                  |                  | 13,59    | 4.       | 6.       | 13,93         | 7.            |
| Viktor Myasnikov                                                        | 110 m gát       | 13,81    | 2.       | 5.       |                  |                  |                  | 13,70    | 3.       | 7.       | 13,94         | 8.            |
| Jevgenyij Gavrilenko                                                    | 400 m gát       | 50,93    | 2.       | 10.      |                  |                  |                  | 49,73    | 2.       | 3.       | 49,45         |               |
| Dmitry Stukalov                                                         | 400 m gát       | 50,78    | 3.*      | 7.*      |                  |                  |                  | 50,47    | 5.       | 11.      | kiesett       | kiesett       |
| Aleksandr Gotsky                                                        | Maraton         |          |          |          |                  |                  |                  |          |          |          | 2:15:34       | 9.            |
| Leonyid Moszejev                                                        | Maraton         |          |          |          |                  |                  |                  |          |          |          | 2:13:33       | 7.            |
| Yury Velikorodnykh                                                      | Maraton         |          |          |          |                  |                  |                  |          |          |          | 2:19:45       | 24.           |
| Otto Barch                                                              | 20 km gyaloglás |          |          |          |                  |                  |                  |          |          |          | 1:31:12       | 13.           |
| Vlagyimir Golubnyicsij                                                  | 20 km gyaloglás |          |          |          |                  |                  |                  |          |          |          | 1:29:24       | 7.            |
| Viktor Semyonov                                                         | 20 km gyaloglás |          |          |          |                  |                  |                  |          |          |          | 1:31:59       | 15.           |
| Alekszandr Akszinyin Nyikolaj Kolesznyikov Juris Silovs Valerij Borzov  | 4 × 100 m váltó | 39,98    | 3.       | 11.      |                  |                  |                  | 39,36    | 3.       | 5.       | 38,78         |               |
| Dmitry Stukalov Vladimir Ponomaryov Viktor Anokhin Jevgenyij Gavrilenko | 4 × 400 m váltó | 3:07,72  | 6.       | 12.      |                  |                  |                  |          |          |          | kiesett       | kiesett       |

| Versenyző              | Versenyszám   | Selejtező                | Selejtező                | Döntő    | Döntő    |
| Versenyző              | Versenyszám   | Eredmény                 | Helyezés                 | Eredmény | Helyezés |
| ---------------------- | ------------- | ------------------------ | ------------------------ | -------- | -------- |
| Sergey Budalov         | Magasugrás    | 216 cm                   | 5.*                      | 221 cm   | 4.       |
| Serhiy Seniukov        | Magasugrás    | 216 cm                   | 3.*                      | 218 cm   | 5.       |
| Yury Isakov            | Rúdugrás      | érvényes kísérlet nélkül | érvényes kísérlet nélkül | kiesett  | kiesett  |
| Vladimir Kishkun       | Rúdugrás      | 510 cm                   | 16.*                     | 520 cm   | 13.*     |
| Jurij Prohorenko       | Rúdugrás      | 510 cm                   | 1.*****                  | 525 cm   | 10.      |
| Tõnu Lepik             | Távolugrás    | 749 cm                   | 20.                      | kiesett  | kiesett  |
| Aleksey Pereverzev     | Távolugrás    | 778 cm                   | 11.                      | 766 cm   | 10.      |
| Valerij Pidluzsnij     | Távolugrás    | 790 cm                   | 4.                       | 788 cm   | 7.       |
| Viktor Szanyejev       | Hármasugrás   | 16,77 m                  | 2.                       | 17,29 m  |          |
| Valentyn Shevchenko    | Hármasugrás   | 16,15 m                  | 15.                      | kiesett  | kiesett  |
| Alekszandr Barisnyikov | Súlylökés     | 21,32 m                  | 1.                       | 21,00 m  |          |
| Jevgenyij Mironov      | Súlylökés     | 20,26 m                  | 4.                       | 21,03 m  |          |
| Nikolay Vikhor         | Diszkoszvetés | 57,50 m                  | 21.                      | kiesett  | kiesett  |
| Anatolij Bondarcsuk    | Kalapácsvetés | 71,08 m                  | 3.                       | 75,48 m  |          |
| Jurij Szjedih          | Kalapácsvetés | 71,46 m                  | 2.                       | 77,52 m  |          |
| Alekszej Szpiridonov   | Kalapácsvetés | 70,64 m                  | 8.*                      | 76,08 m  |          |
| Vasyl Yershov          | Gerelyhajítás | 85,68 m                  | 5.                       | 85,26 m  | 6.       |
| Jānis Lūsis            | Gerelyhajítás | 82,08 m                  | 10.*                     | 80,26 m  | 8.       |

| Versenyző           | Versenyszám | 100 m | 100 m | Távolugrás | Távolugrás | Súlylökés | Súlylökés | Magasugrás | Magasugrás | 400 m | 400 m | 110 m gát | 110 m gát | Diszkoszvetés | Diszkoszvetés | Rúdugrás | Rúdugrás | Gerelyhajítás | Gerelyhajítás | 1500 m  | 1500 m | Végeredmény | Végeredmény |
| Versenyző           | Versenyszám | Idő   | Pont  | Eredmény   | Pont       | Eredmény  | Pont      | Eredmény   | Pont       | Idő   | Pont  | Idő       | Pont      | Eredmény      | Pont          | Eredmény | Pont     | Eredmény      | Pont          | Idő     | Pont   | Pont        | Helyezés    |
| ------------------- | ----------- | ----- | ----- | ---------- | ---------- | --------- | --------- | ---------- | ---------- | ----- | ----- | --------- | --------- | ------------- | ------------- | -------- | -------- | ------------- | ------------- | ------- | ------ | ----------- | ----------- |
| Mikola Avilov       | Tízpróba    | 11,23 | 810   | 752 cm     | 940        | 14,81 m   | 778       | 214 cm     | 934        | 48,16 | 901   | 14,20     | 949       | 45,60 m       | 779           | 445 cm   | 746      | 62,28 m       | 772           | 4:26,26 | 769    | 8378        |             |
| Aleksandr Grebenyuk | Tízpróba    | 11,10 | 838   | 653 cm     | 704        | 14,69 m   | 771       | 197 cm     | 776        | 49,21 | 851   | 15,05     | 843       | 47,16 m       | 811           | 400 cm   | 617      | 68,42 m       | 865           | 4:39,62 | 683    | 7759        | 9.          |
| Leonyid Litvinyenko | Tízpróba    | 11,12 | 834   | 692 cm     | 795        | 14,20 m   | 741       | 191 cm     | 723        | 48,44 | 888   | 14,71     | 885       | 46,26 m       | 793           | 460 cm   | 790      | 53,66 m       | 643           | 4:11,41 | 871    | 7963        | 7.          |

Női
| Versenyző                                                                         | Versenyszám     | Előfutam | Előfutam | Előfutam | Negyeddöntő | Negyeddöntő | Negyeddöntő | Elődöntő | Elődöntő | Elődöntő | Döntő   | Döntő    |
| Versenyző                                                                         | Versenyszám     | Idő      | Hely.    | Össz.    | Idő         | Hely.       | Össz.       | Idő      | Hely.    | Össz.    | Idő     | Helyezés |
| --------------------------------------------------------------------------------- | --------------- | -------- | -------- | -------- | ----------- | ----------- | ----------- | -------- | -------- | -------- | ------- | -------- |
| Vera Anyiszimova                                                                  | 100 m           | 11,37    | 2.       | 10.      | 11,47       | 4.          | 14.         | 11,39    | 6.       | 12.      | kiesett | kiesett  |
| Nagyezsda Beszfamilnaja                                                           | 100 m           | 11,52    | 4.       | 23.      | 11,63       | 5.          | 23.         | kiesett  | kiesett  | kiesett  | kiesett | kiesett  |
| Nagyezsda Beszfamilnaja                                                           | 200 m           | 23,39    | 2.       | 12.      | 23,48       | 4.          | 17.         | 23,38    | 8.       | 14.      | kiesett | kiesett  |
| Tatyjana Prorocsenko                                                              | 200 m           | 23,21    | 2.       | 6.       | 23,11       | 3.          | 6.          | 23,03    | 4.       | 8.       | 23,03   | 6.       |
| Ljudmila Maszlakova                                                               | 200 m           | 23,51    | 4.       | 18.      | 23,63       | 5.          | 18.         | kiesett  | kiesett  | kiesett  | kiesett | kiesett  |
| Ljudmila Maszlakova                                                               | 100 m           | 11,30    | 2.       | 6.       | 11,37       | 3.          | 11.         | 11,34    | 5.       | 10.      | kiesett | kiesett  |
| Ljudmila Akszjonova                                                               | 400 m           | 52,90    | 3.       | 18.      | 51,73       | 4.          | 10.         | 51,55    | 6.       | 11.      | kiesett | kiesett  |
| Nagyezsda Iljina                                                                  | 400 m           | 51,97    | 1.       | 2.       | 51,32       | 2.          | 3.          | 51,42    | 5.       | 9.       | kiesett | kiesett  |
| Natalja Szokolova                                                                 | 400 m           | 52,45    | 2.       | 6.*      | 51,63       | 1.          | 7.          | 51,95    | 8.       | 14.      | kiesett | kiesett  |
| Valentina Gerasimova                                                              | 800 m           | 1:59,68  | 2.       | 2.       |             |             |             | 2:01,00  | 6.       | 11.      | kiesett | kiesett  |
| Svetlana Styrkina                                                                 | 800 m           | 2:00,12  | 1.       | 5.       |             |             |             | 1:57,28  | 1.       | 2.       | 1:56,44 | 5.       |
| Tatyjana Kazankina                                                                | 800 m           | 2:00,15  | 1.       | 6.       |             |             |             | 1:57,49  | 2.       | 4.       | 1:54,94 |          |
| Tatyjana Kazankina                                                                | 1500 m          | 4:12,10  | 2.       | 19.      |             |             |             | 4:07,37  | 1.       | 9.       | 4:05,48 |          |
| Ljudmila Bragina                                                                  | 1500 m          | 4:07,11  | 1.       | 1.       |             |             |             | 4:02,41  | 3.       | 3.       | 4:07,20 | 5.       |
| Raisza Szmehnova                                                                  | 1500 m          | 4:10,88  | 2.       | 15.      |             |             |             | 4:03,20  | 6.       | 6.       | kiesett | kiesett  |
| Tatyjana Anyiszimova                                                              | 100 m gát       | 12,98    | 1.       | 2.       |             |             |             | 13,08    | 1.       | 6.       | 12,78   |          |
| Lyubov Kononova                                                                   | 100 m gát       | 13,36    | 3.       | 9.       |             |             |             | kizárták | kizárták | kizárták | kiesett | kiesett  |
| Natalja Lebegyeva                                                                 | 100 m gát       | 12,94    | 1.       | 1.       |             |             |             | 13,03    | 3.       | 3.       | 12,80   |          |
| Tatyjana Prorocsenko Ljudmila Maszlakova Nagyezsda Beszfamilnaja Vera Anyiszimova | 4 × 100 m váltó | 43,33    | 2.       | 3.       |             |             |             |          |          |          | 43,09   |          |
| Inta Kļimoviča Ljudmila Akszjonova Natalja Szokolova Nagyezsda Iljina             | 4 × 400 m váltó | 3:24,54  | 1.       | 2.       |             |             |             |          |          |          | 3:24,24 |          |

| Versenyző                 | Versenyszám   | Selejtező | Selejtező | Döntő    | Döntő    |
| Versenyző                 | Versenyszám   | Eredmény  | Helyezés  | Eredmény | Helyezés |
| ------------------------- | ------------- | --------- | --------- | -------- | -------- |
| Galina Filatova           | Magasugrás    | 180 cm    | 2.*       | 184 cm   | 12.**    |
| Nadezhda Marinenko        | Magasugrás    | 170 cm    | 27.***    | kiesett  | kiesett  |
| Tatyana Shlyakhto         | Magasugrás    | 180 cm    | 4.****    | 187 cm   | 6.       |
| Ligyija Alfejeva          | Távolugrás    | 654 cm    | 1.        | 660 cm   |          |
| Lyudmila Borsuk           | Távolugrás    | 598 cm    | 23.       | kiesett  | kiesett  |
| Nagyezsda Csizsova        | Súlylökés     |           |           | 20,96 m  |          |
| Szvetlana Kracsevszkaja   | Súlylökés     |           |           | 18,36 m  | 9.       |
| Faina Melnyik             | Súlylökés     |           |           | 18,07 m  | 10.      |
| Faina Melnyik             | Diszkoszvetés | 63,74 m   | 2.        | 66,40 m  | 4.       |
| Olga Andrianova           | Diszkoszvetés | 58,66 m   | 8.        | 60,80 m  | 10.      |
| Nataliya Gorbachova       | Diszkoszvetés | 59,84 m   | 6.        | 63,46 m  | 8.       |
| Svetlana Korolyova-Babich | Gerelyhajítás | 56,82 m   | 8.        | 59,42 m  | 6.       |
| Nadezhda Yakubovich       | Gerelyhajítás | 56,56 m   | 10.       | 59,16 m  | 7.       |

| Versenyző           | Versenyszám | 100 m gát | 100 m gát | Súlylökés | Súlylökés | Magasugrás | Magasugrás | Távolugrás | Távolugrás | 200 m | 200 m | Végeredmény | Végeredmény |
| Versenyző           | Versenyszám | Idő       | Pont      | Eredmény  | Pont      | Eredmény   | Pont       | Eredmény   | Pont       | Idő   | Pont  | Pont        | Helyezés    |
| ------------------- | ----------- | --------- | --------- | --------- | --------- | ---------- | ---------- | ---------- | ---------- | ----- | ----- | ----------- | ----------- |
| Lyudmila Popovskaya | Ötpróba     | 13,33     | 1075      | 15,02 m   | 862       | 174 cm     | 903        | 619 cm     | 908        | 24,10 | 971   | 4719        | 4.          |
| Nagyija Tkacsenko   | Ötpróba     | 13,41     | 1063      | 14,90 m   | 854       | 180 cm     | 978        | 608 cm     | 874        | 24,61 | 923   | 4692        | 5.          |
| Tatyana Vorokhobko  | Ötpróba     | 13,31     | 1078      | 13,08 m   | 733       | 174 cm     | 903        | 497 cm     | 551        | 24,85 | 901   | 4166        | 14.         |

* - egy másik versenyzővel azonos eredményt/időt ért el

** - két másik versenyzővel azonos eredményt/időt ért el

*** - három másik versenyzővel azonos eredményt/időt ért el

**** - nyolc másik versenyzővel azonos eredményt ért el

***** - tíz másik versenyzővel azonos eredményt ért el

## Birkózás
Kötöttfogású
| Versenyző               | Versenyszám | 1. forduló                           | 2. forduló                                | 3. forduló                                  | 4. forduló                                         | 5. forduló                           | 6. forduló                        | 7. forduló                     | Döntő                                                                                                   | Helyezés |
| Versenyző               | Versenyszám | Ellenfél Eredmény                    | Ellenfél Eredmény                         | Ellenfél Eredmény                           | Ellenfél Eredmény                                  | Ellenfél Eredmény                    | Ellenfél Eredmény                 | Ellenfél Eredmény              | Ellenfél Eredmény                                                                                       | Helyezés |
| ----------------------- | ----------- | ------------------------------------ | ----------------------------------------- | ------------------------------------------- | -------------------------------------------------- | ------------------------------------ | --------------------------------- | ------------------------------ | --- | -------- |
| Alekszej Sumakov        | 48 kg       | Seres Ferenc (HUN) · kizárták        | Byambajavyn Javkhlantögs (MGL) · kizárták | Michael Farina (USA) · kizárták             | erőnyerő                                           | Morivaki Josite (JPN) · kétvállas    |                                   |                                | 1. mérkőzés · Sztefan Angelov (BUL) · 5-4 · 2. mérkőzés · Gheorghe Berceanu (ROU) · 10-6                |          |
| Vitalij Konsztantyinyov | 52 kg       | Antonino Caltabiano (ITA) · 10-8     | Nicu Gingă (ROU) · 17-11                  | Julien Mewis (BEL) · 22-4                   | Pek Szunghjon (Baek Seung-hyeon) (KOR) · kétvállas | Rolf Krauß (FRG) · 16-11             |                                   |                                | 1. mérkőzés · Hirajama Kóicsiró (JPN) · 3-6 · Hozott eredmény · Nicu Gingă (ROU) · 17-11                |          |
| Farhat Musztafin        | 57 kg       | Doncsecz József (HUN) · 9-2          | Pertti Ukkola (FIN) · 5-6                 | Mihai Boţilă (ROU) · 14-6                   | Józef Lipień (POL) · 29-4                          | erőnyerő                             |                                   |                                | 1. mérkőzés · Ivica Frgić (YUG) · kizárták · Hozott eredmény · Pertti Ukkola (FIN) · 5-6                |          |
| Nelszon Davigyan        | 62 kg       | Lionel Lacaze (FRA) · kétvállas      | Sztéliosz Mijákisz (GRE) · 15-2           | Mehmet Uysal (TUR) · kétvállas              | erőnyerő                                           | Réczi László (HUN) · 2-4             | Kazimierz Lipień (POL) · 10-6     | Mijahara Teruhiko (JPN) · 20-4 | Hozott eredmény · Réczi László (HUN) · 2-4 · Hozott eredmény · Kazimierz Lipień (POL) · 10-6            |          |
| Szuren Nalbangyan       | 68 kg       | Nedelcso Nedev (BUL) · kizárták      | Toma Ferenc (HUN) · kizárták              | Ja'far Alizadeh Koldkeshi (IRI) · kétvállas | Ştefan Rusu (ROU) · 5-3                            | Andrzej Supron (POL) · 7-4           | Heinz-Helmut Wehling (GDR) · 12-9 |                                | Hozott eredmény · Ştefan Rusu (ROU) · 5-3 · Hozott eredmény · Heinz-Helmut Wehling (GDR) · 12-9         |          |
| Anatolij Bikov          | 74 kg       | Karl-Heinz Helbing (FRG) · kizárták  | Toma Mihály (HUN) · kizárták              | erőnyerő                                    | Gheorghe Ciobotaru (ROU) · 7-6                     | Klaus-Peter Göpfert (GDR) · kizárták |                                   |                                | 2. mérkőzés · Vítězslav Mácha (TCH) · 7-3 · Hozott eredmény · Karl-Heinz Helbing (FRG) · kizárták       |          |
| Vlagyimir Csebokszarov  | 82 kg       | Takanisi Kazuhiro (JPN) · kétvállas  | Keijo Manni (FIN) · 16-9                  | Momir Petković (YUG) · 6-6                  | Miroslav Janota (TCH) · 8-3                        | Ivan Kolev (BUL) · 14-7              | Leif Andersson (SWE) · kétvállas  |                                | Hozott eredmény · Momir Petković (YUG) · 6-6 · Hozott eredmény · Ivan Kolev (BUL) · 14-7                |          |
| Valerij Rezancev        | 90 kg       | Michel Grangier (FRA) · kizárták     | Petre Dicu (ROU) · kétvállas              | Szató Szadao (JPN) · kétvállas              | Czesław Kwieciński (POL) · 9-3                     | Sztojan Nikolov (BUL) · 6-6          |                                   |                                | Hozott eredmény · Czesław Kwieciński (POL) · 9-3 · Hozott eredmény · Sztojan Nikolov (BUL) · 6-6        |          |
| Nyikolaj Balbosin       | 100 kg      | Nicolae Martinescu (ROU) · kétvállas | Kamen Goranov (BUL) · kizárták            | Farkas József (HUN) · kétvállas             | Brad Rheingans (USA) · kétvállas                   |                                      |                                   |                                | 1. mérkőzés · Andrzej Skrzydlewski (POL) · kétvállas · Hozott eredmény · Kamen Goranov (BUL) · kizárták |          |
| Alekszandr Kolcsinszkij | +100 kg     | Henryk Tomanek (POL) · kétvállas     | Carlos Braconi (ARG) · kétvállas          | Einar Gundersen (NOR) · kétvállas           | erőnyerő                                           |                                      |                                   |                                | 1. mérkőzés · Roman Codreanu (ROU) · kétvállas · 2. mérkőzés · Alekszandar Tomov (BUL) · 12-6           |          |

Szabadfogású
| Versenyző          | Versenyszám | 1. forduló                             | 2. forduló                             | 3. forduló                        | 4. forduló                              | 5. forduló                             | 6. forduló                      | Döntő                                                                                                   | Helyezés |
| Versenyző          | Versenyszám | Ellenfél Eredmény                      | Ellenfél Eredmény                      | Ellenfél Eredmény                 | Ellenfél Eredmény                       | Ellenfél Eredmény                      | Ellenfél Eredmény               | Ellenfél Eredmény                                                                                       | Helyezés |
| ------------------ | ----------- | -------------------------------------- | -------------------------------------- | --------------------------------- | --------------------------------------- | -------------------------------------- | ------------------------------- | --- | -------- |
| Roman Dmitrijev    | 48 kg       | William Rosado (USA) · kétvállas       | Gyulai Mihály (HUN) · kétvállas        | Kuddusi Özdemir (TUR) · kizárták  | Haszan Iszaev (BUL) · 9-7               | Gombyn Khishigbaatar (MGL) · kétvállas |                                 | 1. mérkőzés · Kudó Akira (JPN) · kizárták · Hozott eredmény · Haszan Iszaev (BUL) · 9-7                 |          |
| Alekszandr Ivanov  | 52 kg       | Eloy Abreu (CUB) · kizárták            | Constantin Măndilă (ROU) · 22-4        | James Haines (USA) · 18-10        | Ri Bongszun (Li Bong-Sun) (PRK) · 22-19 | Władysław Stecyk (POL) · 26-5          |                                 | 1. mérkőzés · Takada Júdzsi (JPN) · 11-20 · 3. mérkőzés · Cson Heszop (Jeon Hae-Seop) (KOR) · kétvállas |          |
| Vlagyimir Jumin    | 57 kg       | Ri Hophjong (Li Ho-Pyong) (PRK) · 20-5 | Megdiin Khoilogdorj (MGL) · kétvállas  | Hans-Dieter Brüchert (GDR) · 10-5 | erőnyerő                                | Arai Maszao (JPN) · 11-5               | Miho Dukov (BUL) · 9-4          | Hozott eredmény · Hans-Dieter Brüchert (GDR) · 10-5 · Hozott eredmény · Arai Maszao (JPN) · 11-5        |          |
| Sergey Timofeyev   | 62 kg       | Kenneth Dawes (GBR) · kétvállas        | Benjamin Varela (PUR) · kétvállas      | Helmut Strumpf (GDR) · 13-17      | Gene Davis (USA) · 13-29                | kiesett                                | kiesett                         | kiesett                                                                                                 | 6.       |
| Pavel Pinyigin     | 68 kg       | Šaban Szejdi (YUG) · 8-3               | Mehmet Sarı (TUR) · 10-3               | erőnyerő                          | Tsedendambyn Natsagdorj (MGL) · 4-3     | Rami Miron (ISR) · kizárták            | Szugavara Jaszaburó (JPN) · 5-5 | 1. mérkőzés · Lloyd Keaser (USA) · 12-1 · Hozott eredmény · Szugavara Jaszaburó (JPN) · 5-5             |          |
| Ruszlan Asuralijev | 74 kg       | Manszur Barzegar (IRI) · 6-6           | Giuseppe Spagnoli (ITA) · kétvállas    | Jancso Pavlov (BUL) · 13-4        | Marin Pîrcălabu (ROU) · 10-4            | Stanley Dziedzic (USA) · 6-9           |                                 | kiesett                                                                                                 | 4.       |
| Viktor Novozsilov  | 82 kg       | Vasile Iorga (ROU) · kizárták          | Richard Deschatelets (CAN) · kétvállas | Iszmail Abilov (BUL) · 11-2       | Motegi Maszaru (JPN) · kétvállas        | John Peterson (USA) · 4-20             | Adolf Seger (FRG) · 13-9        | Hozott eredmény · John Peterson (USA) · 4-20 · Hozott eredmény · Adolf Seger (FRG) · 13-9               |          |
| Levan Tediasvili   | 90 kg       | Wayne Thomas (ISV) · kétvállas         | Frank Andersson (SWE) · 16-2           | Maurice Allan (GBR) · kétvállas   | Horst Stottmeister (GDR) · 17-3         | Terry Paice (CAN) · kizárták           | Stelian Morcov (ROU) · 7-2      | 1. mérkőzés · Ben Peterson (USA) · 11-5 · Hozott eredmény · Stelian Morcov (ROU) · 7-2                  |          |
| Ivan Jarigin       | 100 kg      | Harald Büttner (GDR) · 13-5            | Daniel Verník (ARG) · kétvállas        | Dimo Kosztov (BUL) · 16-5         | Petr Drozda (TCH) · kétvállas           | Russell Hellickson (USA) · 19-13       |                                 | Hozott eredmény · Dimo Kosztov (BUL) · 16-5 · Hozott eredmény · Russell Hellickson (USA) · 19-13        |          |
| Szoszlan Angyijev  | +100 kg     | Balla József (HUN) · kizárták          | Jimmy Jackson (USA) · kétvállas        | Harry Geris (CAN) · kétvállas     | Nikola Dinev (BUL) · 8-3                | Ladislau Şimon (ROU) · 11-5            | Roland Gehrke (GDR) · kizárták  | Hozott eredmény · Balla József (HUN) · kizárták · Hozott eredmény · Ladislau Şimon (ROU) · 11-5         |          |

## Cselgáncs
| Versenyző           | Versenyszám  | Csoport | Selejtező         | 32-es főtábla                            | Nyolcaddöntő                           | Negyeddöntő                    | Elődöntő                                 | Vigaszág negyeddöntő | Vigaszág elődöntő | Bronz- mérkőzés           | Döntő                         | Helyezés |
| Versenyző           | Versenyszám  | Csoport | Ellenfél Eredmény | Ellenfél Eredmény                        | Ellenfél Eredmény                      | Ellenfél Eredmény              | Ellenfél Eredmény                        | Ellenfél Eredmény    | Ellenfél Eredmény | Ellenfél Eredmény         | Ellenfél Eredmény             | Helyezés |
| ------------------- | ------------ | ------- | ----------------- | ---------------------------------------- | -------------------------------------- | ------------------------------ | ---------------------------------------- | -------------------- | ----------------- | ------------------------- | ----------------------------- | -------- |
| Oleg Zurabiani      | Könnyűsúly   | A       |                   | Felice Mariani (ITA) · V                 | kiesett                                | kiesett                        | kiesett                                  |                      |                   |                           |                               | 18.      |
| Vlagyimir Nyevzorov | Váltósúly    | B       |                   | Marian Tałaj (POL) · GY                  | Thomas Hagmann (SUI) · GY              | John Van Hoek (AUS) · GY       | I Cshangszon (Lee Chang-Seon) (KOR) · GY |                      |                   |                           | Kuramoto Kódzsi (JPN) · GY    |          |
| Valerij Dvojnyikov  | Középsúly    | A       |                   | Ricardo Elmont (SUR) · GY                | Süheyl Yeşilnur (TUR) · GY             | José Luis de Frutos (ESP) · GY | Slavko Obadov (YUG) · GY                 |                      |                   |                           | Szonoda Iszamu (JPN) · V      |          |
| Ramaz Harsiladze    | Félnehézsúly | A       | erőnyerő          | Geoffrey Sankies (GUY) · nem vett részt  | Cso Dzsegi (Jo Jae-gi) (KOR) · GY      | Abdoulaye Djiba (SEN) · GY     | David Starbrook (GBR) · GY               |                      |                   |                           | Ninomija Kazuhiro (JPN) · V   |          |
| Szerhij Novikov     | Nehézsúly    | A       |                   | Endó Szumio (JPN) · GY                   | Pak Csonggil (Pak Jong-Gil) (PRK) · GY | Radomir Kovačević (YUG) · GY   | Keith Remfry (GBR) · GY                  |                      |                   |                           | Günther Neureuther (FRG) · GY |          |
| Sota Csocsisvili    | Nyílt        | A       |                   | José Luis de Frutos (ESP) · visszalépett | Radomir Kovačević (YUG) · GY           | Vladimír Novák (TCH) · GY      | Uemura Haruki (JPN) · V                  |                      |                   | Jean-Luc Rougé (FRA) · GY |                               |          |

## Evezés
Férfi
| Versenyző | Versenyszám              | Előfutam | Előfutam | Vigaszág | Vigaszág | Elődöntő | Elődöntő | Döntő | Döntő   | Döntő | Helyezés |
| Versenyző | Versenyszám              | Idő      | Hely.    | Idő      | Hely.    | Idő      | Hely.    | Típus | Idő     | Hely. | Helyezés |
| --- | ------------------------ | -------- | -------- | -------- | -------- | -------- | -------- | ----- | ------- | ----- | -------- |
| Nikolaj Dovgany | Egypárevezős             | 7:28,92  | 1.       | erőnyerő | erőnyerő | 6:58,15  | 2.       | A     | 7:57,39 | 5.    | 5.       |
| Jevgenyij Barbakov Gennagyij Korsikov | Kétpárevezős             | 6:38,63  | 2.       | erőnyerő | erőnyerő | 6:26,87  | 2.       | A     | 7:18,87 | 4.    | 4.       |
| Gennadi Kinko Tiit Helmja | Kormányos nélküli kettes | 6:55,57  | 3.       | erőnyerő | erőnyerő | 6:55,08  | 6.       | B     | 7:26,27 | 1.    | 7.       |
| Dmitrij Behtyerev Jurij Surkalov Jurij Lorencszon (kormányos)                                                                                                  | Kormányos kettes         | 7:29,19  | 3.       | erőnyerő | erőnyerő | 7:03,89  | 2.       | A     | 8:01,82 | 2.    |          |
| Jevgenyij Dulejev Jurij Jakimov Aivars Lazdenieks Vytautas Butkus                                                                                              | Négypárevezős            | 5:47,83  | 1.       | erőnyerő | erőnyerő |          |          | A     | 6:19,89 | 2.    |          |
| Raul Arnemann Nyikolaj Kuznyecov Valerij Dolinyin Anusavan Gasszan-Dzsalilov                                                                                   | Kormányos nélküli négyes | 6:05,57  | 2.       | erőnyerő | erőnyerő | 6:03,05  | 2.       | A     | 6:42,52 | 3.    |          |
| Vlagyimir Jesinov Nyikolaj Ivanov Aleksandr Sema Mihail Kuznyecov* Alekszandr Klepikov Alekszandr Lukjanov (kormányos)                                         | Kormányos négyes         | 6:41,54  | 2.       | erőnyerő | erőnyerő | 6:09,28  | 1.       | A     | 6:40,22 | 1.    |          |
| Aleksandr Shitov Antanas Čikotas Vasily Potapov Aleksandr Plyushkin Anatoly Nemtyryov Igor Konnov Anatoly Ivanov Vladimir Vasilyev Vladimir Zharov (kormányos) | Nyolcas                  | 5:37,79  | 3.       | 5:40,65  | 3.       |          |          | B     | 6:05,88 | 1.    | 7.       |

Női
| Versenyző | Versenyszám              | Előfutam | Előfutam | Vigaszág | Vigaszág | Döntő | Döntő   | Döntő | Helyezés |
| Versenyző | Versenyszám              | Idő      | Hely.    | Idő      | Hely.    | Típus | Idő     | Hely. | Helyezés |
| --- | ------------------------ | -------- | -------- | -------- | -------- | ----- | ------- | ----- | -------- |
| Jelena Antonova | Egypárevezős             | 3:43,15  | 2.       | 4:02,47  | 1.       | A     | 4:10,24 | 3.    |          |
| Eleonora Kaminskaitė Genovaitė Ramoškienė | Kétpárevezős             | 3:21,75  | 1.       | erőnyerő | erőnyerő | A     | 3:49,93 | 3.    |          |
| Nataliya Horodilova Hanna Karnaushenko | Kormányos nélküli kettes | 3:33,91  | 3.       | 3:52,59  | 1.       | A     | 4:03,27 | 4.    | 4.       |
| Nagyezsda Szevosztyjanova Ljudmila Krohina Galina Misenyina Anna Paszoha Ligyija Krilova (kormányos)                                                          | Kormányos négyes         | 3:25,92  | 4.       | 3:42,44  | 3.       | A     | 3:49,38 | 3.    |          |
| Anna Kondrasina Mira Brjunyina Larisza Popova Galina Jermolajeva Nagyezsda Csernisova (kormányos)                                                             | Kormányos négypárevezős  | 3:11,74  | 1.       | erőnyerő | erőnyerő | A     | 3:32,49 | 2.    |          |
| Ljubov Talalajeva Nagyezsda Roscsina Klavdija Koženkova Jelena Zubko Olga Kolkova Nelli Tarakanova Nagyezsda Rozgon Olga Guzenko Olga Pugovszkaja (kormányos) | Nyolcas                  | 3:00,19  | 1.       | erőnyerő | erőnyerő | A     | 3:36,17 | 2.    |          |

* - Aleksandr Sema cseréje az elődöntőben és a döntőben

## Íjászat
| Versenyző              | Versenyszám  | 1. forduló | 1. forduló | 2. forduló | 2. forduló | Összesítés | Összesítés |
| Versenyző              | Versenyszám  | Pont       | Hely.      | Pont       | Hely.      | Pont       | Helyezés   |
| ---------------------- | ------------ | ---------- | ---------- | ---------- | ---------- | ---------- | ---------- |
| Vladimir Chendarov     | Férfi egyéni | 1217       | 5.         | 1250       | 4.         | 2467       | 5.         |
| Valentyina Kovpan      | Női egyéni   | 1182       | 7.         | 1278       | 2.         | 2460       |            |
| Zebinyisszo Rusztamova | Női egyéni   | 1202       | 3.         | 1205       | 7.         | 2407       |            |

## Kajak-kenu
Férfi
| Versenyző                                                              | Versenyszám         | Előfutam | Előfutam | Előfutam | Vigaszág | Vigaszág | Vigaszág | Elődöntő | Elődöntő | Elődöntő | Döntő   | Döntő    |
| Versenyző                                                              | Versenyszám         | Idő      | Hely.    | Össz.    | Idő      | Hely.    | Össz.    | Idő      | Hely.    | Össz.    | Idő     | Helyezés |
| ---------------------------------------------------------------------- | ------------------- | -------- | -------- | -------- | -------- | -------- | -------- | -------- | -------- | -------- | ------- | -------- |
| Sergey Lizunov                                                         | Kajak egyes 500 m   | 1:54,47  | 2.       | 3.       | erőnyerő | erőnyerő | erőnyerő | 1:52,38  | 1.       | 1.       | 1:49,21 | 6.       |
| Olekszandr Saparenko                                                   | Kajak egyes 1000 m  | 3:54,32  | 1.       | 2.       | erőnyerő | erőnyerő | erőnyerő | 3:45,30  | 2.       | 2.       | 3:51,45 | 5.       |
| Szergej Nagornij Vlagyimir Romanovszkij                                | Kajak kettes 500 m  | 1:40,23  | 2.       | 2.       | erőnyerő | erőnyerő | erőnyerő | 1:38,65  | 1.       | 2.       | 1:36,81 |          |
| Szergej Nagornij Vlagyimir Romanovszkij                                | Kajak kettes 1000 m | 3:31,11  | 2.       | 2.       | erőnyerő | erőnyerő | erőnyerő | 3:27,23  | 2.       | 3.       | 3:29,01 |          |
| Szerhij Csuhraj Alekszandr Gyegtyarjov Jurij Filatov Vlagyimir Morozov | Kajak négyes 1000 m | 3:08,77  | 2.       | 5.       | erőnyerő | erőnyerő | erőnyerő | 3:13,52  | 1.       | 5.       | 3:08,69 |          |
| Alekszandr Rogov                                                       | Kenu egyes 500 m    | 2:12,77  | 5.       | 7.       | 2:04,70  | 2.       | 2.       | 2:06,83  | 1.       | 1.       | 1:59,23 |          |
| Vaszil Jurcsenko                                                       | Kenu egyes 1000 m   | 4:20,44  | 1.       | 5.       | erőnyerő | erőnyerő | erőnyerő | 4:12,36  | 1.       | 1.       | 4:12,57 |          |
| Szerhij Petrenko Alekszandr Vinogradov                                 | Kenu kettes 500 m   | 1:58,22  | 1.       | 4.       | erőnyerő | erőnyerő | erőnyerő | 1:49,29  | 1.       | 2.       | 1:45,81 |          |
| Szerhij Petrenko Alekszandr Vinogradov                                 | Kenu kettes 1000 m  | 3:47,62  | 1.       | 1.       | erőnyerő | erőnyerő | erőnyerő | 3:57,32  | 1.       | 3.       | 3:52,76 |          |

Női
| Versenyző                                       | Versenyszám        | Előfutam | Előfutam | Előfutam | Vigaszág | Vigaszág | Vigaszág | Elődöntő | Elődöntő | Elődöntő | Döntő   | Döntő    |
| Versenyző                                       | Versenyszám        | Idő      | Hely.    | Össz.    | Idő      | Hely.    | Össz.    | Idő      | Hely.    | Össz.    | Idő     | Helyezés |
| ----------------------------------------------- | ------------------ | -------- | -------- | -------- | -------- | -------- | -------- | -------- | -------- | -------- | ------- | -------- |
| Tatyjana Korsunova                              | Kajak egyes 500 m  | 2:11,58  | 1.       | 1.       | erőnyerő | erőnyerő | erőnyerő | 2:07,90  | 1.       | 3.       | 2:03,07 |          |
| Nyina Gopova-Trofimova Galina Kreft-Alekszejeva | Kajak kettes 500 m | 1:57,49  | 1.       | 4.       | erőnyerő | erőnyerő | erőnyerő | 1:54,70  | 1.       | 6.       | 1:51,15 |          |

## Kerékpározás

### Országúti kerékpározás
Férfi
| Versenyző                                                             | Versenyszám     | Idő             | Helyezés |
| --------------------------------------------------------------------- | --------------- | --------------- | -------- |
| Aleksandr Averin                                                      | Mezőnyverseny   | 4:49:01 (+2:09) | 17.      |
| Valerij Csapligin                                                     | Mezőnyverseny   | 4:49:01 (+2:09) | 39.      |
| Nikolay Gorelov                                                       | Mezőnyverseny   | 4:47:23 (+0:31) | 5.       |
| Aavo Pikkuus                                                          | Mezőnyverseny   | 4:54:49 (+7:57) | 44.      |
| Valerij Csapligin Anatolij Csukanov Vlagyimir Kaminszkij Aavo Pikkuus | Csapat időfutam | 2:08:53         |          |

### Pálya-kerékpározás
Sprintverseny
| Versenyző       | Versenyszám  | 1. forduló                    | 1. forduló | Vigaszág             | Vigaszág | Nyolcaddöntő                                     | Nyolcaddöntő | Vigaszág selejtező                                | Vigaszág selejtező | Vigaszág döntő               | Vigaszág döntő | Negyeddöntő                         | 5–8. helyért                                                    | 5–8. helyért | Elődöntő             | Döntő                | Helyezés |
| Versenyző       | Versenyszám  | Ellenfél Győztes idő          | Hely.      | Ellenfél Győztes idő | Hely.    | Ellenfelek Győztes idő                           | Hely.        | Ellenfelek Győztes idő                            | Hely.              | Ellenfél Győztes idő         | Hely.          | Ellenfél Győztes idő                | Ellenfelek Győztes idő                                          | Hely.        | Ellenfél Győztes idő | Ellenfél Győztes idő | Helyezés |
| --------------- | ------------ | ----------------------------- | ---------- | -------------------- | -------- | ------------------------------------------------ | ------------ | ------------------------------------------------- | ------------------ | ---------------------------- | -------------- | ----------------------------------- | --------------------------------------------------------------- | ------------ | -------------------- | -------------------- | -------- |
| Serhiy Kravtsov | Férfi egyéni | Julio Echeverry (COL) · 11,16 | 1.         |                      |          | Csó Josikazu (JPN) · Klaas Pieters (NED) · 11,28 | 2.           | Trevor Gadd (GBR) · Xavier Mirander (JAM) · 11,31 | 1.                 | Michel Vaarten (BEL) · 11,39 | 1.             | Daniel Morelon (FRA) · 11,69, 11,15 | Csó Josikazu (JPN) · Niels Fredborg (DEN) · Giorgio Rossi (ITA) | 1.           |                      |                      | 5.       |

Időfutam
| Versenyző   | Versenyszám  | Idő      | Helyezés |
| ----------- | ------------ | -------- | -------- |
| Eduard Rapp | Férfi egyéni | kizárták | kizárták |

Üldözőversenyek
| Versenyző                                                           | Versenyszám  | Selejtező | Selejtező | Nyolcaddöntő                   | Nyolcaddöntő | Nyolcaddöntő | Negyeddöntő                                                                                             | Negyeddöntő | Negyeddöntő | Elődöntő                                                                                     | Elődöntő  | Elődöntő | Döntő                                                                               | Döntő     | Helyezés |
| Versenyző                                                           | Versenyszám  | Idő       | Hely.     | Ellenfél Idő                   | Saját idő    | Hely.        | Ellenfél Idő                                                                                            | Saját idő   | Hely.       | Ellenfél Idő                                                                                 | Saját idő | Hely.    | Ellenfél Idő                                                                        | Saját idő | Helyezés |
| ------------------------------------------------------------------- | ------------ | --------- | --------- | ------------------------------ | ------------ | ------------ | --- | ----------- | ----------- | -------------------------------------------------------------------------------------------- | --------- | -------- | ----------------------------------------------------------------------------------- | --------- | -------- |
| Vlagyimir Oszokin                                                   | Férfi egyéni | 4:48,31   | 1.        | Szűcs Gábor (HUN) · lekörözték | 4:45,10      | 1.           | Jan Georg Iversen (NOR) · 4:51,04                                                                       | 4:48,27     | 2.          | Gregor Braun (FRG) · 4:45,50                                                                 | 4:45,67   | 3.       | Bronzmérkőzés · Thomas Huschke (GDR) · 4:52,71                                      | 4:57,34   | 4.       |
| Vlagyimir Oszokin Alekszandr Perov Vitalij Petrakov Viktor Szokolov | Férfi csapat | 4:24,11   | 2.        |                                |              |              | Olaszország (ITA) · Sandro Callari · Cesare Cipollini · Rino De Candido · Giuseppe Saronni · lekörözték | 4:21,31     | 2.          | NDK (GDR) · Norbert Dürpisch · Thomas Huschke · Uwe Unterwalder · Matthias Wiegand · 4:25,23 | 4:20,95   | 1.       | NSZK (FRG) · Gregor Braun · Hans Lutz · Günther Schumacher · Peter Vonhof · 4:21,06 | 4:27,15   |          |

## Kézilabda

### Férfi
| Szovjet férfi kézilabdacsapat-játékoskeret                                                                                            | Szovjet férfi kézilabdacsapat-játékoskeret                                                                                          |
| --- | --- |
| - Alekszandr Anpilogov - Jevgenyij Csernisov - Anatolij Fegyukin - Valerij Gasszij - Vaszilj Iljin - Mihail Iscsenko - Jurij Kigyajev | - Jurij Klimov - Vlagyimir Kravcov - Szergej Kusnirjuk - Jurij Lahutyin - Vlagyimir Makszimov - Olekszandr Rezanov - Nyikolaj Tomin |

#### Eredmények
Csoportkör
A csoport
| Csapat            | M | Gy | D | V | G+  | G–  | Gk  | P |
| ----------------- | - | -- | - | - | --- | --- | --- | - |
| Szovjetunió (URS) | 5 | 4  | 0 | 1 | 111 | 77  | +34 | 8 |
| NSZK (FRG)        | 5 | 4  | 0 | 1 | 97  | 76  | +21 | 8 |
| Jugoszlávia (YUG) | 5 | 4  | 0 | 1 | 110 | 93  | +17 | 8 |
| Dánia (DEN)       | 5 | 2  | 0 | 3 | 92  | 102 | –10 | 4 |
| Japán (JPN)       | 5 | 1  | 0 | 4 | 96  | 111 | –15 | 2 |
| Kanada (CAN)      | 5 | 0  | 0 | 5 | 75  | 122 | –47 | 0 |

| 1976. július 18. | Szovjetunió (URS) | 26 – 16 | Japán (JPN)  | Montréal |
| 1976. július 18. | Csernisov 7       | (11–5)  | Fudzsinaka 6 | Montréal |
| 1976. július 18. |                   |         |              | Montréal |

| 1976. július 20. | Szovjetunió (URS) | 25 – 9 | Kanada (CAN) | Sherbrooke |
| 1976. július 20. | Gasszij 6         | (12–5) | Ferdais 3    | Sherbrooke |
| 1976. július 20. |                   |        |              | Sherbrooke |

| 1976. július 22. | Jugoszlávia (YUG) | 20 – 18 | Szovjetunió (URS) | Montréal |
| 1976. július 22. | Krivokapić 8      | (11–8)  | Gasszij 5         | Montréal |
| 1976. július 22. |                   |         |                   | Montréal |

| 1976. július 24. | NSZK (FRG) | 16 – 18 | Szovjetunió (URS) | Québec |
| 1976. július 24. | Deckarm 7  | (5–9)   | Gasszij 6         | Québec |
| 1976. július 24. |            |         |                   | Québec |

| 1976. július 26. | Szovjetunió (URS) | 24 – 16 | Dánia (DEN) | Sherbrooke |
| 1976. július 26. | Klimov 6          | (13–7)  | Larsen 6    | Sherbrooke |
| 1976. július 26. |                   |         |             | Sherbrooke |

Döntő
| 1976. július 28. | Szovjetunió (URS) | 19 – 15 | Románia (ROU)      | Montréal |
| 1976. július 28. | Gasszij 6         | (10–6)  | Licu, Grabovschi 4 | Montréal |
| 1976. július 28. |                   |         |                    | Montréal |

| Csapat            | Helyezés |
| ----------------- | -------- |
| Szovjetunió (URS) |          |

### Női
| Szovjet női kézilabdacsapat-játékoskeret                                                                                            | Szovjet női kézilabdacsapat-játékoskeret                                                                                             |
| --- | --- |
| - Ljubov Berezsnaja - Ljudmila Bobrusz - Aldona Česaitytė - Tatyjana Hluscsenko - Larisza Karlova - Marija Litosenko - Nyina Lobova | - Tatyjana Makarec - Ljudmila Pancsuk - Rafiga Sabanova - Natalija Sersztyuk - Ljudmila Subina - Zinajida Turcsina - Halina Zaharova |

#### Eredmények
Csoportkör
| 1976. július 20. | Szovjetunió (URS) | 21 – 3  | Kanada (CAN) | Québec |
| 1976. július 20. | Makarec 8         | (8 – 2) | Robert 3     | Québec |
| 1976. július 20. |                   |         |              | Québec |

| 1976. július 22. | Szovjetunió (URS) | 14 – 8  | Románia (ROU) | Montréal |
| 1976. július 22. | Makarec 7         | (6 – 3) | Mikloş 3      | Montréal |
| 1976. július 22. |                   |         |               | Montréal |

| 1976. július 24. | Szovjetunió (URS) | 12 – 9  | Magyarország (HUN) | Sherbrooke |
| 1976. július 24. | Turcsina 5        | (5 – 5) | Sterbinszky 4      | Sherbrooke |
| 1976. július 24. |                   |         |                    | Sherbrooke |

| 1976. július 26. | Szovjetunió (URS) | 31 – 9   | Japán (JPN) | Québec |
| 1976. július 26. | Subina 7          | (15 – 5) | Kurata 4    | Québec |
| 1976. július 26. |                   |          |             | Québec |

| 1976. július 28. | NDK (GDR)             | 11 – 14 | Szovjetunió (URS) | Montréal |
| 1976. július 28. | Krause, Kretzschmar 4 | (5 – 7) | Turcsina 7        | Montréal |
| 1976. július 28. |                       |         |                   | Montréal |

Végeredmény
| Helyezés | Csapat             | M | Gy | D | V | G+ | G–  | Gk  | P  |
| -------- | ------------------ | - | -- | - | - | -- | --- | --- | -- |
| Arany    | Szovjetunió (URS)  | 5 | 5  | 0 | 0 | 92 | 40  | +52 | 10 |
| Ezüst    | NDK (GDR)          | 5 | 3  | 1 | 1 | 89 | 47  | +42 | 7  |
| Bronz    | Magyarország (HUN) | 5 | 3  | 1 | 1 | 85 | 55  | +30 | 7  |
| 4.       | Románia (ROU)      | 5 | 2  | 0 | 3 | 73 | 83  | –10 | 4  |
| 5.       | Japán (JPN)        | 5 | 1  | 0 | 4 | 72 | 115 | –43 | 2  |
| 6.       | Kanada (CAN)       | 5 | 0  | 0 | 5 | 35 | 106 | –71 | 0  |

| Csapat            | Helyezés |
| ----------------- | -------- |
| Szovjetunió (URS) |          |

## Kosárlabda

### Férfi
| Szovjet férfi kosárlabdacsapat-játékoskeret                                                                | Szovjet férfi kosárlabdacsapat-játékoskeret                                                                                      |
| --- | --- |
| - Vlagyimir Arzamaszkov - Alekszandr Belov - Szergej Belov - Ivan Jadeska - Miheil Korkia - Andrej Makejev | - Valerij Miloszerdov - Anatolij Miskin - Olekszandr Szalnikov - Volodimir Tkacsenko - Alzsan Zsarmuhamedov - Vlagyimir Zsigilij |

#### Eredmények
Csoportkör
A csoport
| Csapat            | M | Gy | V | P+  | P–  | Pk   | P  |
| ----------------- | - | -- | - | --- | --- | ---- | -- |
| Szovjetunió (URS) | 5 | 5  | 0 | 542 | 380 | +162 | 10 |
| Kanada (CAN)      | 5 | 4  | 1 | 446 | 416 | +30  | 9  |
| Kuba (CUB)        | 5 | 3  | 2 | 448 | 402 | +46  | 8  |
| Ausztrália (AUS)  | 5 | 2  | 3 | 472 | 481 | –9   | 7  |
| Mexikó (MEX)      | 5 | 1  | 4 | 461 | 511 | –50  | 6  |
| Japán (JPN)       | 5 | 0  | 5 | 370 | 549 | –179 | 5  |

| 1976. július 18. | Mexikó (MEX) | 77 – 120 | Szovjetunió (URS) |  |
| 1976. július 18. | (40–61)      |          |                   |  |

| 1976. július 19. | Szovjetunió (URS) | 93 – 77 | Ausztrália (AUS) |  |
| 1976. július 19. | (58–39)           |         |                  |  |

| 1976. július 21. | Szovjetunió (URS) | 108 – 85 | Kanada (CAN) |  |
| 1976. július 21. | (51–31)           |          |              |  |

| 1976. július 23. | Japán (JPN) | 63 – 129 | Szovjetunió (URS) |  |
| 1976. július 23. | (37–61)     |          |                   |  |

| 1976. július 24. | Kuba (CUB) | 72 – 98 | Szovjetunió (URS) |  |
| 1976. július 24. | (33–52)    |         |                   |  |

Elődöntő
| 1976. július 26. | Szovjetunió (URS) | 84 – 89 | Jugoszlávia (YUG) |  |
| 1976. július 26. | (42–42)           |         |                   |  |

Bronzmérkőzés
| 1976. július 28. | Szovjetunió (URS) | 100 – 72 | Kanada (CAN) |  |
| 1976. július 28. | (49–38)           |          |              |  |

| Csapat            | Helyezés |
| ----------------- | -------- |
| Szovjetunió (URS) |          |

### Női
| Szovjet női kosárlabdacsapat-játékoskeret                                                                             | Szovjet női kosárlabdacsapat-játékoskeret                                                                           |
| --- | --- |
| - Olga Bariseva - Tamāra Dauniene - Nyelli Ferjabnyikova - Natalija Klimova - Rajisza Kurvjakova - Tatyjana Ovecskina | - Angelė Rupšienė - Uļjana Semjonova - Nagyezsda Suvajeva - Olga Szuharnova - Nagyezsda Zaharova - Tetyana Zaharova |

#### Eredmények
Csoportkör
| 1976. július 19. | Szovjetunió (URS) | 115 – 51 | Kanada (CAN) |  |
| 1976. július 19. | (55–30)           |          |              |  |

| 1976. július 20. | Csehszlovákia (TCH) | 75 – 88 | Szovjetunió (URS) |  |
| 1976. július 20. | (31–43)             |         |                   |  |

| 1976. július 22. | Bulgária (BUL) | 68 – 91 | Szovjetunió (URS) |  |
| 1976. július 22. | (36–53)        |         |                   |  |

| 1976. július 23. | Egyesült Államok (USA) | 77 – 112 | Szovjetunió (URS) |  |
| 1976. július 23. | (34–54)                |          |                   |  |

| 1976. július 26. | Szovjetunió (URS) | 98 – 75 | Japán (JPN) |  |
| 1976. július 26. | (52–34)           |         |             |  |

Végeredmény
| Helyezés | Csapat                 | M | Gy | V | P+  | P–  | Pk   | P  |
| -------- | ---------------------- | - | -- | - | --- | --- | ---- | -- |
| Arany    | Szovjetunió (URS)      | 5 | 5  | 0 | 504 | 346 | +158 | 10 |
| Ezüst    | Egyesült Államok (USA) | 5 | 3  | 2 | 415 | 417 | –2   | 8  |
| Bronz    | Bulgária (BUL)         | 5 | 3  | 2 | 365 | 377 | –12  | 8  |
| 4.       | Csehszlovákia (TCH)    | 5 | 2  | 3 | 351 | 359 | –8   | 7  |
| 5.       | Japán (JPN)            | 5 | 2  | 3 | 405 | 400 | +5   | 7  |
| 6.       | Kanada (CAN)           | 5 | 0  | 5 | 336 | 477 | –141 | 5  |

| Csapat            | Helyezés |
| ----------------- | -------- |
| Szovjetunió (URS) |          |

## Labdarúgás
| Szovjet labdarúgócsapat-játékoskeret | Szovjet labdarúgócsapat-játékoskeret |
| --- | --- |
| - Vlagyimir Asztapovszkij - Oleh Blohin - Leonyid Burjak - Vlagyimir Fjodorov - Mihail Fomenko - David Kipiani - Viktor Kolotov - Anatoli Konykov - Viktor Matvijenko | - Alekszandr Minajev - Leonyid Nazarenko - Volodimir Oniscsenko - Alekszander Prohorov - Reskó István - Vlagyimir Troskin - Vlagyimir Veremejev - Viktor Zvjagincev |

### Eredmények
Csoportkör
D csoport
| Csapat      | M            | Gy           | D            | V            | G+           | G–           | Gk           | P            |
| ----------- | ------------ | ------------ | ------------ | ------------ | ------------ | ------------ | ------------ | ------------ |
| Szovjetunió | 2            | 2            | 0            | 0            | 5            | 1            | +4           | 4            |
| Észak-Korea | 2            | 1            | 0            | 1            | 3            | 4            | –1           | 2            |
| Kanada      | 2            | 0            | 0            | 2            | 2            | 5            | –3           | 0            |
| Zambia      | visszalépett | visszalépett | visszalépett | visszalépett | visszalépett | visszalépett | visszalépett | visszalépett |

| 1976. július 19. 12:00 |

| Kanada (CAN) | 1–2               | Szovjetunió       |
| ------------ | ----------------- | ----------------- |
| Douglas 88'  | (0–2) Jegyzőkönyv | Oniscsenko 8' 11' |

| Olimpiai Stadion, Montréal Nézőszám: 34 320 Játékvezető: Robert Helies (francia) |

| 1976. július 23. 12:00 |

| Szovjetunió (URS)                                   | 3–0               | Észak-Korea                |
| --------------------------------------------------- | ----------------- | -------------------------- |
| Kolotov 76' (11-esből) Veremejev 81' 85′ Blohin 89' | (0–0) Jegyzőkönyv | An Gilvan (An Gil-Wan) 74′ |

| Lansdowne Park, Ottawa Nézőszám: 15 233 Játékvezető: Emilio Guruceta-Muro (spanyol) |

Negyeddöntő
| 1976. július 25. 12:00 |

| Szovjetunió (URS)          | 2–1               | Irán                       |
| -------------------------- | ----------------- | -------------------------- |
| Minajev 40' Zvjagincev 67' | (1–0) Jegyzőkönyv | Qelichkhani 82' (11-esből) |

| Municipal Stadium, Sherbrooke Nézőszám: 5 855 Játékvezető: Guillermo Velasquez (kolumbiai) |

Elődöntő
| 1976. július 27. 12:00 |

| Szovjetunió (URS)      | 1–2               | NDK                                  |
| ---------------------- | ----------------- | ------------------------------------ |
| Kolotov 84' (11-esből) | (0–0) Jegyzőkönyv | Dörner 59' (11-esből) Kurbjuweit 66' |

| Olimpiai Stadion, Montréal Nézőszám: 57 182 Játékvezető: Marco Antonio Dorantes (mexikói) |

Bronzmérkőzés
| 1976. július 29. |

| Szovjetunió (URS)                       | 2–0               | Brazília |
| --------------------------------------- | ----------------- | -------- |
| Oniscsenko 5' Nazarenko 49' Troskin 85′ | (1–0) Jegyzőkönyv |          |

| Olimpiai Stadion, Montréal Nézőszám: 55 647 Játékvezető: Ávráhám Klein (izraeli) |

| Csapat            | Helyezés |
| ----------------- | -------- |
| Szovjetunió (URS) |          |

## Lovaglás
Díjlovaglás
| Versenyző                                | Ló               | Versenyszám | Selejtező | Selejtező | Döntő   | Döntő    |
| Versenyző                                | Ló               | Versenyszám | Pont      | Hely.     | Pont    | Helyezés |
| ---------------------------------------- | ---------------- | ----------- | --------- | --------- | ------- | -------- |
| Ivan Kalita                              | Tarif            | Egyéni      | 1520      | 13.       | kiesett | kiesett  |
| Ivan Kizimov                             | Rebus            | Egyéni      | 1425      | 16.*      | kiesett | kiesett  |
| Viktor Ugrjumov                          | Said             | Egyéni      | 1597      | 5.        | 1247    | 6.       |
| Ivan Kalita Ivan Kizimov Viktor Ugrjumov | Tarif Rebus Said | Csapat      |           |           | 4,542   | 4.       |

Lovastusa
| Versenyző                                                          | Ló                       | Versenyszám | Díjlovaglás | Díjlovaglás | Tereplovaglás | Tereplovaglás | Díjugratás | Díjugratás | Végeredmény | Végeredmény |
| Versenyző                                                          | Ló                       | Versenyszám | Bünt.       | Hely.       | Bünt.         | Hely.         | Bünt.      | Hely.      | Bünt.       | Helyezés    |
| ------------------------------------------------------------------ | ------------------------ | ----------- | ----------- | ----------- | ------------- | ------------- | ---------- | ---------- | ----------- | ----------- |
| Valery Dvoryaninov                                                 | Zeila                    | Egyéni      | 86,25       | 18.         | 122,00        | 18.           | 10,00      | 14.        | 218,25      | 17.         |
| Pyotr Gornushko                                                    | Gusar                    | Egyéni      | 88,75       | 24.         | nem ért célba | nem ért célba | kiesett    | kiesett    | kiesett     | kiesett     |
| Viktor Kalinin                                                     | Araks                    | Egyéni      | 85,84       | 17.         | 218,00        | 29.           | 10,00      | 14.        | 313,84      | 25.         |
| Jurij Szalnyikov                                                   | Rumpel                   | Egyéni      | 86,66       | 19.         | 102,80        | 14.           | 0,00       | 1.         | 189,46      | 8.          |
| Valery Dvoryaninov Pyotr Gornushko Viktor Kalinin Jurij Szalnyikov | Zeila Gusar Araks Rumpel | Csapat      | 258,75      | 6.          | 442,80        | 6.            | 20,00      | 3.         | 721,55      | 5.          |

* - egy másik versenyzővel azonos eredményt ért el

## Műugrás
Férfi
| Versenyző            | Versenyszám        | Selejtező | Selejtező | Döntő   | Döntő    |
| Versenyző            | Versenyszám        | Pont      | Helyezés  | Pont    | Helyezés |
| -------------------- | ------------------ | --------- | --------- | ------- | -------- |
| Alekszandr Koszenkov | Egyéni műugrás     | 557,52    | 5.        | 567,24  |          |
| Boris Kozlov         | Egyéni műugrás     | 516,42    | 11.       | kiesett | kiesett  |
| Vyacheslav Strakhov  | Egyéni műugrás     | 510,63    | 12.       | kiesett | kiesett  |
| Vlagyimir Alejnyik   | Egyéni toronyugrás | 526,83    | 6.        | 548,61  |          |
| David Ambarcumjan    | Egyéni toronyugrás | 532,89    | 5.        | 516,21  | 7.       |
| Szergej Nyemcanov    | Egyéni toronyugrás | 502,26    | 9.        | kiesett | kiesett  |

Női
| Versenyző                  | Versenyszám        | Selejtező | Selejtező | Döntő   | Döntő    |
| Versenyző                  | Versenyszám        | Pont      | Helyezés  | Pont    | Helyezés |
| -------------------------- | ------------------ | --------- | --------- | ------- | -------- |
| Olga Dmitriyeva            | Egyéni műugrás     | 447,33    | 4.        | 432,24  | 6.       |
| Tatyana Podmaryova         | Egyéni műugrás     | 387,39    | 16.       | kiesett | kiesett  |
| Irina Kalinyina            | Egyéni műugrás     | 434,28    | 8.        | 417,99  | 7.       |
| Irina Kalinyina            | Egyéni toronyugrás | 408,63    | 2.        | 398,67  | 4.       |
| Jelena Vajcehovszkaja      | Egyéni toronyugrás | 370,05    | 6.        | 406,59  |          |
| Tetiana Shtyreva-Volynkina | Egyéni toronyugrás | 333,33    | 12.       | kiesett | kiesett  |

## Ökölvívás
| Versenyző            | Versenyszám   | Selejtező                   | 32-es főtábla                         | Nyolcaddöntő                            | Negyeddöntő                             | Elődöntő                         | Döntő                      | Helyezés |
| Versenyző            | Versenyszám   | Ellenfél Eredmény           | Ellenfél Eredmény                     | Ellenfél Eredmény                       | Ellenfél Eredmény                       | Ellenfél Eredmény                | Ellenfél Eredmény          | Helyezés |
| -------------------- | ------------- | --------------------------- | ------------------------------------- | --------------------------------------- | --------------------------------------- | -------------------------------- | -------------------------- | -------- |
| Olekszandr Tkacsenko | Papírsúly     |                             | Eleoncio Mercedes (DOM) · RSC         | Payao Poontarat (THA) · 2-3             | kiesett                                 | kiesett                          | kiesett                    | 9.       |
| Davit Toroszjan      | Légsúly       | erőnyerő                    | Hassen Sheriff (ETH) · nem vett részt | Giovanni Camputaro (ITA) · visszalépett | Csong Dzsoung (Jong Jo-ung) (PRK) · 5-0 | Ramón Duvalón (CUB) · kizárták   | kiesett                    |          |
| Viktor Ribakov       | Harmatsúly    | erőnyerő                    | Alfred Siame (ZAM) · nem vett részt   | Isigaki Hitosi (JPN) · 5-0              | Stefan Förster (GDR) · 3-2              | Charles Mooney (USA) · 1-4       | kiesett                    |          |
| Anatoly Volkov       | Pehelysúly    | erőnyerő                    | Davey Armstrong (USA) · 0-5           | kiesett                                 | kiesett                                 | kiesett                          | kiesett                    | 17.      |
| Vaszilij Szolomin    | Könnyűsúly    | erőnyerő                    | Hans Henrik Palm (DEN) · 5-0          | Bogdan Gajda (POL) · 5-0                | Botos András (HUN) · 5-0                | Simion Cuţov (ROU) · 0-5         | kiesett                    |          |
| Valery Limasov       | Kisváltósúly  | Robert Colley (NZL) · RSC   | Sugar Ray Leonard (USA) · 0-5         | kiesett                                 | kiesett                                 | kiesett                          | kiesett                    | 17.      |
| Valery Rachkov       | Váltósúly     | Kalevi Marjamaa (FIN) · RSC | David Jackson (NZL) · 5-0             | Jochen Bachfeld (GDR) · 0-5             | kiesett                                 | kiesett                          | kiesett                    | 9.       |
| Viktor Szavcsenko    | Nagyváltósúly |                             | John Odhiambo (UGA) · nem vett részt  | Pierangelo Pira (ITA) · KO              | Alfredo Lemus (VEN) · KO                | Jerzy Rybicki (POL) · 2-3        | kiesett                    |          |
| Rufat Riszkijev      | Középsúly     |                             | Jorma Taipale (FIN) · KO              | Ilian Dimitrov (BUL) · 4-1              | Siraj Din (PAK) · KO                    | Luis Felipe Martínez (CUB) · 3-2 | Michael Spinks (USA) · RSC |          |
| Anatoliy Klimanov    | Félnehézsúly  |                             | Roger Fortin (CAN) · 5-0              | Leon Spinks (USA) · 0-5                 | kiesett                                 | kiesett                          | kiesett                    | 9.       |
| Viktor Ivanov        | Nehézsúly     |                             | Jürgen Fanghänel (GDR) · 3-2          | Atanasz Szapundzsiev (BUL) · 1-4        | kiesett                                 | kiesett                          | kiesett                    | 9.       |

## Öttusa
| Versenyző                                      | Versenyszám | Lovaglás | Lovaglás | Lovaglás | Lovaglás | Vívás    | Vívás    | Vívás    | Lövészet | Lövészet | Lövészet | Úszás   | Úszás   | Úszás   | Futás   | Futás   | Futás   | Összesen    | Összesen    |
| Versenyző                                      | Versenyszám | Idő      | Bünt.    | Pont     | Hely.    | Eredmény | Pont     | Hely.    | Pontszám | Pont     | Hely.    | Idő     | Pont    | Hely.   | Idő     | Pont    | Hely.   | Összes pont | Helyezés    |
| ---------------------------------------------- | ----------- | -------- | -------- | -------- | -------- | -------- | -------- | -------- | -------- | -------- | -------- | ------- | ------- | ------- | ------- | ------- | ------- | ----------- | ----------- |
| Pavel Lednyov                                  | Egyéni      | 2:05,8   | 68       | 1032     | 33.      | 36–9     | 1096     | 1.       | 195      | 1022     | 6.       | 3:42,99 | 1092    | 30.     | 12:54,7 | 1243    | 10.     | 5485        |             |
| Boris Mosolov                                  | Egyéni      | 1:50,5   | 64       | 1036     | 30.      | 26–19    | 856      | 9.*      | 191      | 934      | 20.      | 3:27,79 | 1212    | 9.      | 13:21,1 | 1162    | 22.     | 5200        | 8.          |
| Borisz Onyiscsenko                             | Egyéni      | 1:56,1   | 32       | 1068     | 23.      | kizárták | kizárták | kizárták | kiesett  | kiesett  | kiesett  | kiesett | kiesett | kiesett | kiesett | kiesett | kiesett | helyezetlen | helyezetlen |
| Pavel Lednyov Boris Mosolov Borisz Onyiscsenko | Csapat      |          |          | kizárták | kizárták |          | kiesett  | kiesett  |          | kiesett  | kiesett  |         | kiesett | kiesett |         | kiesett | kiesett | helyezetlen | helyezetlen |

* - három másik versenyzővel azonos eredményt ért el

## Röplabda

### Férfi
| Szovjet férfi röplabdacsapat-játékoskeret                                                                         | Szovjet férfi röplabdacsapat-játékoskeret                                                                                 |
| --- | --- |
| - Vlagyimir Csernisov - Jefim Csulak - Vlagyimir Dorohov - Alekszandr Jermilov - Vlagyimir Kondra - Oleh Moliboha | - Anatolij Poliscsuk - Pāvels Seļivanovs - Alekszandr Szavin - Jurij Sztarunszkij - Vlagyimir Ulanov - Vjacseszlav Zajcev |

#### Eredmények
Csoportkör
B csoport
|                   |                                                                   | Mérkőzések                                                        | Mérkőzések                                                        | Szettek                                                           | Szettek                                                           | Szettek                                                           | Pontok                                                            | Pontok                                                            | Pontok                                                            |
| Csapat            | Pont                                                              | Gy                                                                | V                                                                 | Sz+                                                               | Sz–                                                               | SzA                                                               | P+                                                                | P–                                                                | PA                                                                |
| ----------------- | ----------------------------------------------------------------- | ----------------------------------------------------------------- | ----------------------------------------------------------------- | ----------------------------------------------------------------- | ----------------------------------------------------------------- | ----------------------------------------------------------------- | ----------------------------------------------------------------- | ----------------------------------------------------------------- | ----------------------------------------------------------------- |
| Szovjetunió (URS) | 6                                                                 | 3                                                                 | 0                                                                 | 9                                                                 | 0                                                                 | MAX                                                               | 135                                                               | 63                                                                | 2,143                                                             |
| Japán (JPN)       | 5                                                                 | 2                                                                 | 1                                                                 | 6                                                                 | 3                                                                 | 2,000                                                             | 118                                                               | 89                                                                | 1,326                                                             |
| Brazília (BRA)    | 4                                                                 | 1                                                                 | 2                                                                 | 3                                                                 | 6                                                                 | 0,500                                                             | 118                                                               | 142                                                               | 0,831                                                             |
| Olaszország (ITA) | 3                                                                 | 0                                                                 | 3                                                                 | 2                                                                 | 9                                                                 | 0,222                                                             | 81                                                                | 158                                                               | 0,513                                                             |
| Egyiptom (EGY)    | Visszalépett, az egy lejátszott mérkőzésének eredményét törölték. | Visszalépett, az egy lejátszott mérkőzésének eredményét törölték. | Visszalépett, az egy lejátszott mérkőzésének eredményét törölték. | Visszalépett, az egy lejátszott mérkőzésének eredményét törölték. | Visszalépett, az egy lejátszott mérkőzésének eredményét törölték. | Visszalépett, az egy lejátszott mérkőzésének eredményét törölték. | Visszalépett, az egy lejátszott mérkőzésének eredményét törölték. | Visszalépett, az egy lejátszott mérkőzésének eredményét törölték. | Visszalépett, az egy lejátszott mérkőzésének eredményét törölték. |

| 1976. július 18. 19:30 | Olaszország (ITA)  | 0 – 3 | Szovjetunió (URS) |  |
| 1976. július 18. 19:30 | (6–15, 3–15, 6–15) |       |                   |  |

| 1976. július 20. 13:00 | Szovjetunió (URS)   | 3 – 0 | Brazília (BRA) |  |
| 1976. július 20. 13:00 | (15–7, 15–11, 15–2) |       |                |  |

| 1976. július 22. | Szovjetunió (URS) | Egyiptom visszalépett | Egyiptom (EGY) |  |
| 1976. július 22. |                   |                       |                |  |

| 1976. július 25. 21:30 | Szovjetunió (URS)   | 3 – 0 | Japán (JPN) |  |
| 1976. július 25. 21:30 | (15–9, 15–10, 15–9) |       |             |  |

Elődöntő
| 1976. július 29. 19:30 | Kuba (CUB)          | 0 – 3 | Szovjetunió (URS) |  |
| 1976. július 29. 19:30 | (12–15, 7–15, 8–15) |       |                   |  |

Döntő
| 1976. július 30. 21:30 | Szovjetunió (URS)                  | 2 – 3 | Lengyelország (POL) |  |
| 1976. július 30. 21:30 | (15–11, 13–15, 15–12, 17–19, 7–15) |       |                     |  |

| Csapat            | Helyezés |
| ----------------- | -------- |
| Szovjetunió (URS) |          |

### Női
| Szovjet női röplabdacsapat-játékoskeret                                                                  | Szovjet női röplabdacsapat-játékoskeret                                                                            |
| --- | --- |
| - Larisza Bergen - Ljudmila Csernisova - Zoja Juszova - Olga Kozakova - Natalja Kusnyir - Nyina Muradjan | - Lilija Oszadcsaja - Inna Riszkal - Anna Rosztova - Ljubov Rudovszkaja - Ljudmila Scsetyinyina - Nyina Szmolejeva |

#### Eredmények
Csoportkör
B csoport
|                   |      | Mérkőzések | Mérkőzések | Szettek | Szettek | Szettek | Pontok | Pontok | Pontok |
| Csapat            | Pont | Gy         | V          | Sz+     | Sz–     | SzA     | P+     | P–     | PA     |
| ----------------- | ---- | ---------- | ---------- | ------- | ------- | ------- | ------ | ------ | ------ |
| Szovjetunió (URS) | 6    | 3          | 0          | 9       | 4       | 2,250   | 186    | 137    | 1,358  |
| Dél-Korea (KOR)   | 5    | 2          | 1          | 7       | 7       | 1,000   | 179    | 171    | 1,047  |
| Kuba (CUB)        | 4    | 1          | 2          | 6       | 7       | 0,857   | 150    | 168    | 0,893  |
| NDK (GDR)         | 3    | 0          | 3          | 5       | 9       | 0,556   | 144    | 183    | 0,787  |

| 1976. július 20. 15:30 | Dél-Korea (KOR)             | 1 – 3 | Szovjetunió (URS) |  |
| 1976. július 20. 15:30 | (14–16, 15–12, 2–15, 14–16) |       |                   |  |

| 1976. július 22. 15:30 | Kuba (CUB)                  | 1 – 3 | Szovjetunió (URS) |  |
| 1976. július 22. 15:30 | (9–15, 15–13, 11–15, 10–15) |       |                   |  |

| 1976. július 24. 19:30 | Szovjetunió (URS)                 | 3 – 2 | NDK (GDR) |  |
| 1976. július 24. 19:30 | (15–11, 13–15, 11–15, 15–5, 15–1) |       |           |  |

Elődöntő
| 1976. július 29. 13:00 | Magyarország (HUN)   | 0 – 3 | Szovjetunió (URS) |  |
| 1976. július 29. 13:00 | (10–15, 10–15, 9–15) |       |                   |  |

Döntő
| 1976. július 30. 15:00 | Japán (JPN)        | 3 – 0 | Szovjetunió (URS) |  |
| 1976. július 30. 15:00 | (15–7, 15–8, 15–2) |       |                   |  |

| Csapat            | Helyezés |
| ----------------- | -------- |
| Szovjetunió (URS) |          |

## Sportlövészet
Nyílt
| Versenyző             | Versenyszám           | Pont | Helyezés |
| --------------------- | --------------------- | ---- | -------- |
| Afanasijs Kuzmins     | Gyorstüzelő pisztoly  | 595  | 4.       |
| Viktor Torsin         | Gyorstüzelő pisztoly  | 593  | 11.      |
| Grigorij Koszih       | Szabadpisztoly        | 559  | 7.       |
| Marlen P'ap'ava       | Szabadpisztoly        | 546  | 26.      |
| Alekszandr Gazov      | Futócéllövészet       | 579  |          |
| Alekszandr Kegyarov   | Futócéllövészet       | 576  |          |
| Borisz Melnyik        | Sportpuska, fekvő     | 591  | 12.      |
| Gennagyij Luscsikov   | Sportpuska, fekvő     | 595  |          |
| Gennagyij Luscsikov   | Sportpuska, összetett | 1148 | 11.      |
| Alekszandr Mitrofanov | Sportpuska, összetett | 1151 | 8.       |
| Aleksandr Alipov      | Trap                  | 180  | 14.      |
| Aleksandr Androshkin  | Trap                  | 185  | 5.       |
| Aleksandr Cherkasov   | Skeet                 | 192  | 14.      |
| Yury Tsuranov         | Skeet                 | 193  | 10.      |

## Súlyemelés
| Versenyző             | Versenyszám | Szakítás                 | Szakítás                 | Lökés    | Lökés    | Összesen | Helyezés |
| Versenyző             | Versenyszám | Eredmény                 | Helyezés                 | Eredmény | Helyezés | Összesen | Helyezés |
| --------------------- | ----------- | ------------------------ | ------------------------ | -------- | -------- | -------- | -------- |
| Alekszandr Voronyin   | 52 kg       | 105,0                    | 3.                       | 137,5    | 1.       | 242,5    |          |
| Nyikolaj Kolesznyikov | 60 kg       | 125,0                    | 1.                       | 160,0    | 1.       | 285,0    |          |
| Petro Korol           | 67,5 kg     | 135,0                    | 1.                       | 170,0    | 1.       | 305,0    |          |
| Vartan Militoszjan    | 75 kg       | 145,0                    | 3.                       | 185,0    | 2.       | 330,0    |          |
| Valerij Sarij         | 82,5 kg     | 162,5                    | 1.                       | 202,5    | 1.       | 365,0    |          |
| Serhiy Poltoratsky    | 90 kg       | érvényes kísérlet nélkül | érvényes kísérlet nélkül | kiesett  | kiesett  | kiesett  | kiesett  |
| David Rigert          | 90 kg       | 170,0                    | 1.                       | 212,5    | 1.       | 382,5    |          |
| Jurij Zajcev          | 110 kg      | 165,0                    | 4.                       | 220,0    | 1.       | 385,0    |          |
| Vaszilij Alekszejev   | +110 kg     | 185,0                    | 1.                       | 255,0    | 1.       | 440,0    |          |

## Torna
Férfi
| Versenyző | Versenyszám      | Selejtező | Selejtező | Döntő        | Döntő        |
| Versenyző | Versenyszám      | Pontszám  | Helyezés  | Pontszám     | Helyezés     |
| --- | ---------------- | --------- | --------- | ------------ | ------------ |
| Nyikolaj Andrianov                                                                                                   | Talaj            | 19,30     | 3.        | 19,450       |              |
| Nyikolaj Andrianov                                                                                                   | Ugrás            | 19,35     | 2.        | 19,450       |              |
| Nyikolaj Andrianov                                                                                                   | Korlát           | 19,50     | 2.        | 19,500       |              |
| Nyikolaj Andrianov                                                                                                   | Nyújtó           | 19,20     | 10.       | kiesett      | kiesett      |
| Nyikolaj Andrianov                                                                                                   | Gyűrű            | 19,70     | 1.        | 19,650       |              |
| Nyikolaj Andrianov                                                                                                   | Lólengés         | 19,45     | 3.        | 19,525       | *            |
| Nyikolaj Andrianov                                                                                                   | Egyéni összetett | 116,50    | 1.        | 116,650      |              |
| Alekszandr Gyityatyin                                                                                                | Talaj            | 19,30     | 3.        | kiesett      | kiesett      |
| Alekszandr Gyityatyin                                                                                                | Ugrás            | 19,05     | 11.       | kiesett      | kiesett      |
| Alekszandr Gyityatyin                                                                                                | Korlát           | 18,90     | 13.       | kiesett      | kiesett      |
| Alekszandr Gyityatyin                                                                                                | Nyújtó           | 19,10     | 14.       | kiesett      | kiesett      |
| Alekszandr Gyityatyin                                                                                                | Gyűrű            | 19,50     | 3.        | 19,550       |              |
| Alekszandr Gyityatyin                                                                                                | Lólengés         | 19,30     | 6.        | 19,350       | 6.           |
| Alekszandr Gyityatyin                                                                                                | Egyéni összetett | 115,15    | 6.*       | 115,525      | 4.           |
| Gennagyij Kriszin | Talaj            | 19,20     | 5.        | kiesett      | kiesett      |
| Gennagyij Kriszin | Ugrás            | 19,00     | 15.       | kiesett      | kiesett      |
| Gennagyij Kriszin | Korlát           | 18,85     | 15.       | kiesett      | kiesett      |
| Gennagyij Kriszin | Nyújtó           | 19,30     | 7.        | 19,250       | 5.           |
| Gennagyij Kriszin | Gyűrű            | 18,90     | 20.       | kiesett      | kiesett      |
| Gennagyij Kriszin | Lólengés         | 19,00     | 11.       | kiesett      | kiesett      |
| Gennagyij Kriszin | Egyéni összetett | 114,25    | 8.*       | kiesett      | kiesett      |
| Vlagyimir Marcsenko                                                                                                  | Talaj            | 19,35     | 2.        | 19,425       |              |
| Vlagyimir Marcsenko                                                                                                  | Ugrás            | 19,00     | 15.       | kiesett      | kiesett      |
| Vlagyimir Marcsenko                                                                                                  | Korlát           | 18,05     | 50.       | kiesett      | kiesett      |
| Vlagyimir Marcsenko                                                                                                  | Nyújtó           | 19,05     | 17.       | kiesett      | kiesett      |
| Vlagyimir Marcsenko                                                                                                  | Gyűrű            | 19,35     | 5.        | kiesett      | kiesett      |
| Vlagyimir Marcsenko                                                                                                  | Lólengés         | 19,05     | 10.       | kiesett      | kiesett      |
| Vlagyimir Marcsenko                                                                                                  | Egyéni összetett | 113,85    | 11.*      | kiesett      | kiesett      |
| Vlagyimir Markelov                                                                                                   | Talaj            | 17,45     | 1.        | visszalépett | visszalépett |
| Vlagyimir Markelov                                                                                                   | Ugrás            | 18,80     | 26.       | kiesett      | kiesett      |
| Vlagyimir Markelov                                                                                                   | Korlát           | 19,25     | 5.        | visszalépett | visszalépett |
| Vlagyimir Markelov                                                                                                   | Nyújtó           | 19,30     | 7.        | visszalépett | visszalépett |
| Vlagyimir Markelov                                                                                                   | Gyűrű            | 19,60     | 2.        | visszalépett | visszalépett |
| Vlagyimir Markelov                                                                                                   | Lólengés         | 19,00     | 11.       | kiesett      | kiesett      |
| Vlagyimir Markelov                                                                                                   | Egyéni összetett | 115,40    | 4.        | 94,600       | 34.          |
| Vlagyimir Tyihonov                                                                                                   | Talaj            | 18,95     | 12.       | kiesett      | kiesett      |
| Vlagyimir Tyihonov                                                                                                   | Ugrás            | 18,05     | 75.       | kiesett      | kiesett      |
| Vlagyimir Tyihonov                                                                                                   | Korlát           | 18,10     | 46.       | kiesett      | kiesett      |
| Vlagyimir Tyihonov                                                                                                   | Nyújtó           | 18,95     | 20.       | kiesett      | kiesett      |
| Vlagyimir Tyihonov                                                                                                   | Gyűrű            | 19,20     | 9.        | kiesett      | kiesett      |
| Vlagyimir Tyihonov                                                                                                   | Lólengés         | 18,90     | 17.       | kiesett      | kiesett      |
| Vlagyimir Tyihonov                                                                                                   | Egyéni összetett | 112,15    | 23.       | kiesett      | kiesett      |
| Nyikolaj Andrianov Alekszandr Gyityatyin Gennagyij Kriszin Vlagyimir Marcsenko Vlagyimir Markelov Vlagyimir Tyihonov | Csapat összetett |           |           | 576,45       |              |

Női
| Versenyző                                                                                   | Versenyszám      | Selejtező | Selejtező | Döntő    | Döntő    |
| Versenyző                                                                                   | Versenyszám      | Pontszám  | Helyezés  | Pontszám | Helyezés |
| ------------------------------------------------------------------------------------------- | ---------------- | --------- | --------- | -------- | -------- |
| Marija Filatova                                                                             | Talaj            | 19,35     | 8.        | kiesett  | kiesett  |
| Marija Filatova                                                                             | Ugrás            | 19,55     | 3.        | kiesett  | kiesett  |
| Marija Filatova                                                                             | Felemás korlát   | 19,10     | 26.       | kiesett  | kiesett  |
| Marija Filatova                                                                             | Gerenda          | 19,05     | 10.       | kiesett  | kiesett  |
| Marija Filatova                                                                             | Egyéni összetett | 77,05     | 9.**      | kiesett  | kiesett  |
| Szvetlana Grozdova                                                                          | Talaj            | 19,60     | 3.        | kiesett  | kiesett  |
| Szvetlana Grozdova                                                                          | Ugrás            | 19,00     | 21.       | kiesett  | kiesett  |
| Szvetlana Grozdova                                                                          | Felemás korlát   | 19,45     | 12.       | kiesett  | kiesett  |
| Szvetlana Grozdova                                                                          | Gerenda          | 19,00     | 13.       | kiesett  | kiesett  |
| Szvetlana Grozdova                                                                          | Egyéni összetett | 77,05     | 9.**      | kiesett  | kiesett  |
| Nelli Kim                                                                                   | Talaj            | 19,70     | 2.        | 19,850   |          |
| Nelli Kim                                                                                   | Ugrás            | 19,70     | 1.        | 19,800   |          |
| Nelli Kim                                                                                   | Felemás korlát   | 19,65     | 7.        | 19,225   | 6.       |
| Nelli Kim                                                                                   | Gerenda          | 19,20     | 7.        | kiesett  | kiesett  |
| Nelli Kim                                                                                   | Egyéni összetett | 78,25     | 2.*       | 78,675   |          |
| Olga Korbut                                                                                 | Talaj            | 19,05     | 17.       | kiesett  | kiesett  |
| Olga Korbut                                                                                 | Ugrás            | 19,45     | 7.        | kiesett  | kiesett  |
| Olga Korbut                                                                                 | Felemás korlát   | 19,80     | 2.        | 19,300   | 5.       |
| Olga Korbut                                                                                 | Gerenda          | 19,65     | 2.        | 19,725   |          |
| Olga Korbut                                                                                 | Egyéni összetett | 77,95     | 5.        | 78,025   | 5.       |
| Elvira Szaagyi                                                                              | Talaj            | 19,40     | 6.        | kiesett  | kiesett  |
| Elvira Szaagyi                                                                              | Ugrás            | 19,40     | 8.        | kiesett  | kiesett  |
| Elvira Szaagyi                                                                              | Felemás korlát   | 19,40     | 14.       | kiesett  | kiesett  |
| Elvira Szaagyi                                                                              | Gerenda          | 19,25     | 5.        | kiesett  | kiesett  |
| Elvira Szaagyi                                                                              | Egyéni összetett | 77,45     | 7.        | kiesett  | kiesett  |
| Ljudmila Turiscseva                                                                         | Talaj            | 19,85     | 1.        | 19,825   |          |
| Ljudmila Turiscseva                                                                         | Ugrás            | 19,60     | 2.        | 19,650   | *        |
| Ljudmila Turiscseva                                                                         | Felemás korlát   | 19,55     | 10.       | kiesett  | kiesett  |
| Ljudmila Turiscseva                                                                         | Gerenda          | 19,25     | 5.        | 19,475   | 4.       |
| Ljudmila Turiscseva                                                                         | Egyéni összetett | 78,25     | 2.*       | 78,625   |          |
| Marija Filatova Szvetlana Grozdova Nelli Kim Olga Korbut Elvira Szaagyi Ljudmila Turiscseva | Csapat összetett |           |           | 390,35   |          |

* - egy másik versenyzővel azonos eredményt ért el

** - két másik versenyzővel azonos eredményt ért el

## Úszás
Férfi
| Versenyző                                                                                             | Versenyszám            | Előfutam | Előfutam | Előfutam | Elődöntő | Elődöntő | Elődöntő | Döntő    | Döntő    |
| Versenyző                                                                                             | Versenyszám            | Idő      | Hely.    | Össz.    | Idő      | Hely.    | Össz.    | Idő      | Helyezés |
| --- | ---------------------- | -------- | -------- | -------- | -------- | -------- | -------- | -------- | -------- |
| Vlagyimir Bure                                                                                        | 100 m gyors            | 51,81    | 1.       | 6.       | 51,93    | 4.       | 7.       | 52,03    | 7.       |
| Andrej Bogdanov                                                                                       | 100 m gyors            | 53,23    | 1.       | 16.*     | 53,05    | 8.       | 14.      | kiesett  | kiesett  |
| Andrej Bogdanov                                                                                       | 200 m gyors            | 1:52,71  | 1.       | 7.       |          |          |          | 1:53,33  | 8.       |
| Szergej Kopljakov                                                                                     | 200 m gyors            | 1:53,44  | 1.       | 10.      |          |          |          | kiesett  | kiesett  |
| Andrej Krilov                                                                                         | 200 m gyors            | 1:51,42  | 1.       | 3.       |          |          |          | 1:50,73  | 4.       |
| Andrej Krilov                                                                                         | 100 m gyors            | 52,02    | 2.       | 7.       | 52,32    | 4.       | 8.       | 52,15    | 8.       |
| Vlagyimir Mihejev                                                                                     | 400 m gyors            | 4:00,20  | 1.       | 8.       |          |          |          | 4:00,79  | 7.       |
| Volodimir Raszkatov                                                                                   | 400 m gyors            | 3:57,56  | 1.       | 3.       |          |          |          | 3:55,76  |          |
| Vlagyimir Szalnyikov                                                                                  | 400 m gyors            | 4:02,79  | 4.       | 19.      |          |          |          | kiesett  | kiesett  |
| Vlagyimir Szalnyikov                                                                                  | 1500 m gyors           | 15:39,04 | 2.       | 8.       |          |          |          | 15:29,45 | 5.       |
| Igor Kushpelev                                                                                        | 1500 m gyors           | 15:43,88 | 3.       | 10.      |          |          |          | kiesett  | kiesett  |
| Valentin Parinov                                                                                      | 1500 m gyors           | 15:41,13 | 2.       | 9.       |          |          |          | kiesett  | kiesett  |
| Ivan Mikolutsky                                                                                       | 100 m hát              | 1:03,86  | 6.       | 38.      | kiesett  | kiesett  | kiesett  | kiesett  | kiesett  |
| Ivan Mikolutsky                                                                                       | 200 m hát              | 2:09,78  | 5.       | 22.      |          |          |          | kiesett  | kiesett  |
| Igor Omelchenk'o                                                                                      | 200 m hát              | 2:07,95  | 3.       | 13.      |          |          |          | kiesett  | kiesett  |
| Igor Omelchenk'o                                                                                      | 100 m hát              | 59,03    | 3.       | 10.      | 58,77    | 6.       | 13.      | kiesett  | kiesett  |
| Vladimir Dementyev                                                                                    | 100 m mell             | 1:06,96  | 4.       | 19.      | kiesett  | kiesett  | kiesett  | kiesett  | kiesett  |
| Arvydas Juozaitis                                                                                     | 100 m mell             | 1:04,78  | 1.       | 3.       | 1:04,76  | 4.       | 7.       | 1:04,23  |          |
| Arvydas Juozaitis                                                                                     | 200 m mell             | 2:22,59  | 2.       | 6.       |          |          |          | 2:21,87  | 6.       |
| Aigars Kudis                                                                                          | 200 m mell             | 2:23,45  | 3.       | 9.       |          |          |          | kiesett  | kiesett  |
| Nyikolaj Pankin                                                                                       | 200 m mell             | 2:22,82  | 2.       | 7.       |          |          |          | 2:22,21  | 7.       |
| Nyikolaj Pankin                                                                                       | 100 m mell             | 1:05,38  | 2.       | 9.       | 1:05,59  | 6.       | 11.      | kiesett  | kiesett  |
| Jevgenyij Szeregyin                                                                                   | 100 m pillangó         | 56,95    | 1.       | 12.      | 57,46    | 8.       | 16.      | kiesett  | kiesett  |
| Oleksandr Manachynskiy                                                                                | 100 m pillangó         | 57,64    | 4.*      | 21.*     | kiesett  | kiesett  | kiesett  | kiesett  | kiesett  |
| Oleksandr Manachynskiy                                                                                | 200 m pillangó         | 2:02,91  | 2.       | 8.       |          |          |          | 2:04,61  | 8.       |
| Mihail Gorelik                                                                                        | 200 m pillangó         | 2:02,96  | 3.       | 9.       |          |          |          | kiesett  | kiesett  |
| Mihail Gorelik                                                                                        | 400 m vegyes           | kizárták | kizárták | kizárták |          |          |          | kiesett  | kiesett  |
| Andrej Szmirnov                                                                                       | 400 m vegyes           | 4:29,92  | 1.       | 5.       |          |          |          | 4:26,90  |          |
| Anatoly Smirnov                                                                                       | 400 m vegyes           | 4:33,88  | 2.       | 11.      |          |          |          | kiesett  | kiesett  |
| Anatoly Smirnov                                                                                       | 200 m pillangó         | 2:10,50  | 6.       | 31.      |          |          |          | kiesett  | kiesett  |
| Volodimir Raszkatov Andrej Bogdanov Szergej Kopljakov Andrej Krilov Andrej Szmirnov Vlagyimir Mihejev | 4 × 200 m gyorsváltó   | 7:33,21  | 1.       | 2.       |          |          |          | 7:27,97  |          |
| Igor Omelchenk'o Arvydas Juozaitis Jevgenyij Szeregyin Andrej Krilov Nyikolaj Pankin Andrej Bogdanov  | 4 × 100 m vegyes váltó | 3:53,64  | 3.       | 5.       |          |          |          | 3:49,90  | 5.       |

| Versenyző       | Versenyszám | Szétúszás az elődöntőért | Szétúszás az elődöntőért |
| Versenyző       | Versenyszám | Idő                      | Helyezés                 |
| --------------- | ----------- | ------------------------ | ------------------------ |
| Andrej Bogdanov | 100 m gyors | 52,82                    | 1.                       |

Női
| Versenyző                                                          | Versenyszám            | Előfutam | Előfutam | Előfutam | Elődöntő | Elődöntő | Elődöntő | Döntő   | Döntő    |
| Versenyző                                                          | Versenyszám            | Idő      | Hely.    | Össz.    | Idő      | Hely.    | Össz.    | Idő     | Helyezés |
| ------------------------------------------------------------------ | ---------------------- | -------- | -------- | -------- | -------- | -------- | -------- | ------- | -------- |
| Marina Klyuchnikova                                                | 100 m gyors            | 59,30    | 4.       | 21.      | kiesett  | kiesett  | kiesett  | kiesett | kiesett  |
| Lyubov Kobzova                                                     | 100 m gyors            | 58,93    | 3.       | 17.      | kiesett  | kiesett  | kiesett  | kiesett | kiesett  |
| Lyubov Kobzova                                                     | 200 m gyors            | 2:05,55  | 3.       | 15.      |          |          |          | kiesett | kiesett  |
| Larisza Carjova                                                    | 200 m gyors            | 2:03,98  | 2.       | 11.      |          |          |          | kiesett | kiesett  |
| Irina Vlasova                                                      | 200 m gyors            | 2:03,67  | 1.       | 5.       |          |          |          | 2:05,63 | 8.       |
| Irina Vlasova                                                      | 100 m gyors            | 58,99    | 3.       | 18.      | kiesett  | kiesett  | kiesett  | kiesett | kiesett  |
| Irina Vlasova                                                      | 400 m gyors            | 4:21,19  | 4.       | 12.      |          |          |          | kiesett | kiesett  |
| Nadiya Stavko                                                      | 100 m hát              | 1:05,39  | 3.       | 9.       | 1:05,23  | 5.       | 8.       | 1:05,19 | 6.       |
| Nadiya Stavko                                                      | 200 m hát              | 2:17,67  | 3.       | 6.       |          |          |          | 2:16,28 | 4.       |
| Klavdiya Studennikova                                              | 200 m hát              | 2:18,47  | 2.       | 8.       |          |          |          | 2:17,74 | 7.       |
| Klavdiya Studennikova                                              | 100 m hát              | 1:05,56  | 2.       | 10.*     | 1:05,73  | 4.       | 10.      | kiesett | kiesett  |
| Marina Jurcsenya                                                   | 100 m mell             | 1:14,81  | 1.       | 8.*      | 1:13,96  | 3.       | 6.       | 1:14,17 | 6.       |
| Marina Jurcsenya                                                   | 200 m mell             | 2:37,92  | 1.       | 5.       |          |          |          | 2:36,08 |          |
| Marina Kosevaja                                                    | 200 m mell             | 2:35,14  | 1.       | 1.       |          |          |          | 2:33,35 |          |
| Marina Kosevaja                                                    | 100 m mell             | 1:14,64  | 1.       | 7.       | 1:13,20  | 2.       | 2.       | 1:13,30 |          |
| Ljubov Ruszanova                                                   | 100 m mell             | 1:14,14  | 1.       | 3.*      | 1:13,53  | 1.       | 3.       | 1:13,04 |          |
| Ljubov Ruszanova                                                   | 200 m mell             | 2:37,45  | 2.       | 4.       |          |          |          | 2:36,22 |          |
| Tamara Shelofastova                                                | 100 m pillangó         | 1:02,40  | 2.       | 6.       | 1:02,40  | 3.       | 8.       | 1:02,74 | 8.       |
| Tamara Shelofastova                                                | 200 m pillangó         | 2:14,39  | 1.       | 5.       |          |          |          | 2:14,26 | 7.       |
| Nataliya Popova                                                    | 200 m pillangó         | 2:14,65  | 2.       | 7.*      |          |          |          | 2:14,50 | 8.       |
| Nataliya Popova                                                    | 100 m pillangó         | 1:05,22  | 4.       | 23.      | kiesett  | kiesett  | kiesett  | kiesett | kiesett  |
| Nataliya Popova                                                    | 400 m vegyes           | 5:15,75  | 4.       | 17.      |          |          |          | kiesett | kiesett  |
| Lyubov Kobzova Irina Vlasova Marina Klyuchnikova Larisza Carjova   | 4 × 100 m gyorsváltó   | 3:53,67  | 3.       | 5.       |          |          |          | 3:52,69 | 5.       |
| Nadiya Stavko Marina Jurcsenya Tamara Shelofastova Larisza Carjova | 4 × 100 m vegyes váltó | 4:18,73  | 2.       | 2.       |          |          |          | 4:16,05 | 4.       |

* - egy másik versenyzővel azonos időt ért el

## Vitorlázás
Nyílt
| Versenyző                                              | Versenyszám     | Futam | Futam  | Futam  | Futam  | Futam | Futam | Futam  | Pontszám | Helyezés |
| Versenyző                                              | Versenyszám     | 1     | 2      | 3      | 4      | 5     | 6     | 7      | Pontszám | Helyezés |
| ------------------------------------------------------ | --------------- | ----- | ------ | ------ | ------ | ----- | ----- | ------ | -------- | -------- |
| Andrej Balasov                                         | Finn dingi      | 8,0   | 8,0    | (28,0) | 0,0    | 5,7   | 8,0   | 10,0   | 39,7     |          |
| Aleksandr Potapov Viktor Potapov                       | 470-es osztály  | 3,0   | 3,0    | (21,0) | 16,0   | 8,0   | 8,0   | 19,0   | 57,0     | 4.       |
| Vlagyiszlav Akimenko Valentin Mankin                   | Tempest         | 0,0   | 8,0    | 8,0    | 5,7    | 3,0   | 5,7   | (10,0) | 30,4     |          |
| Vyacheslav Tineyev Vladimir Vasilyev                   | Tornádó         | 17,0  | 18,0   | 14,0   | (19,0) | 16,0  | 19,0  | 13,0   | 97,0     | 12.      |
| Vlagyimir Leontyev Valerij Zubanov                     | Repülő hollandi | 5,7   | (17,0) | 11,7   | 10,0   | 15,0  | 17,0  | 0,0    | 59,4     | 5.       |
| Borisz Budnyikov Nyikolaj Poljakov Valentin Zamotaykin | Soling          | 8,0   | 0,0    | 18,0   | (33,0) | 5,7   | 14,0  | 3,0    | 48,7     | 4.       |

## Vívás
Férfi
| Versenyző                                                                                        | Versenyszám       | Selejtező | Selejtező | Selejtező | Selejtező | Selejtező | Selejtező | Főtábla                      | Főtábla                             | Vigaszág          | Vigaszág                     | Vigaszág                         | Döntő | Döntő                                     | Helyezés |
| Versenyző                                                                                        | Versenyszám       | 1. kör | 1. kör    | 2. kör | 2. kör    | 3. kör | 3. kör    | 1. kör                       | 2. kör                              | 1. kör            | 2. kör                       | 3. kör                           | Döntő | Döntő                                     | Helyezés |
| Versenyző                                                                                        | Versenyszám       | Ellenfél Eredmény | Hely.     | Ellenfél Eredmény | Hely.     | Ellenfél Eredmény | Hely.     | Ellenfél Eredmény            | Ellenfél Eredmény                   | Ellenfél Eredmény | Ellenfél Eredmény            | Ellenfél Eredmény                | Ellenfél Eredmény | Hely.                                     | Helyezés |
| ------------------------------------------------------------------------------------------------ | ----------------- | --- | --------- | --- | --------- | --- | --------- | ---------------------------- | ----------------------------------- | ----------------- | ---------------------------- | -------------------------------- | --- | ----------------------------------------- | -------- |
| Vlagyimir Gyenyiszov                                                                             | Tőr, egyéni       | C. csoport · Szató Norijuki (JPN) · 5-3 · Marek Dąbrowski (POL) · 5-4 · Marty Lang (USA) · 5-1 · Kamuti Jenő (HUN) · 5-1 · José Samalot (PUR) · 5-2          | 1.        | B. csoport · František Koukal (TCH) · 2-5 · Rob Bruniges (GBR) · 5-4 · Harald Hein (FRG) · 5-4 · Patrice Gaille (SUI) · 5-1 · Marty Lang (USA) · 5-2            | 2.        | B. csoport · Harald Hein (FRG) · 5-1 · Matthias Behr (FRG) · 5-4 · Enrique Salvat (CUB) · 5-1 · Ziemek Wojciechowski (POL) · 5-2 · Frédéric Pietruszka (FRA) · 3-5             | 1.        | Komatist József (HUN) · 10-6 | Greg Benko (AUS) · 9-10             |                   | Kuki Péter (ROU) · 10-8      | Frédéric Pietruszka (FRA) · 1-10 | kiesett | kiesett                                   | 7.       |
| Aljakszandr Ramanykov                                                                            | Tőr, egyéni       | G. csoport · Ziemek Wojciechowski (POL) · 5-1 · Dzsingú Tosio (JPN) · 5-2 · Hossein Niknam (IRI) · 5-0 · Lehel Fekete (CAN) · 5-2 · Tudor Petruş (ROU) · 3-5 | 1.        | F. csoport · Greg Benko (AUS) · 5-4 · Marek Dąbrowski (POL) · 5-1 · Kavacu Maszanori (JPN) · 5-1 · Barry Paul (GBR) · 5-2 · Jorge Garbey (CUB) · 2-5            | 1.        | C. csoport · Klaus Haertter (GDR) · 5-2 · Komatist József (HUN) · 5-3 · Bernard Talvard (FRA) · 5-4 · Graham Paul (GBR) · 5-2 · Jorge Garbey (CUB) · 5-4                       | 1.        | Matthias Behr (FRG) · 10-5   | Bernard Talvard (FRA) · 3-10        |                   | Komatist József (HUN) · 10-3 | Christian Noël (FRA) · 10-6      | Fabio Dal Zotto (ITA) · 1-5 · Bernard Talvard (FRA) · 5-2 · Vaszil Sztankovics (URS) · 5-1 · Frédéric Pietruszka (FRA) · 5-1 · Greg Benko (AUS) · 5-4 · Rájátszás: · Fabio Dal Zotto (ITA) · 1-5 | 2.                                        |          |
| Vaszil Sztankovics                                                                               | Tőr, egyéni       | D. csoport · Ed Donofrio (USA) · 5-1 · Fabio Dal Zotto (ITA) · 5-4 · Fernando Lúpiz (ARG) · 5-2 · Matthew Chan (HKG) · 5-2 · Harald Hein (FRG) · 4-5         | 1.        | A. csoport · Christian Noël (FRA) · 5-3 · Kuki Péter (ROU) · 5-2 · Jaroslav Jurka (TCH) · 5-3 · Lech Koziejowski (POL) · 4-5 · Hossein Niknam (IRI) · 4-5       | 2.        | D. csoport · Christian Noël (FRA) · 2-5 · Fabio Dal Zotto (ITA) · 3-5 · Ed Donofrio (USA) · 5-4 · Lech Koziejowski (POL) · 5-3 · Rob Bruniges (GBR) · 5-1                      | 3.        | Klaus Haertter (GDR) · 10-2  | Marek Dąbrowski (POL) · 10-3        |                   |                              |                                  | Fabio Dal Zotto (ITA) · 4-5 · Aljakszandr Ramanykov (URS) · 1-5 · Bernard Talvard (FRA) · 4-5 · Frédéric Pietruszka (FRA) · 5-1 · Greg Benko (AUS) · 5-2 ·                                       | 4.                                        | 4.       |
| Alekszandr Abusahmetov                                                                           | Párbajtőr, egyéni | E. csoport · Reinhold Behr (FRG) · 5-5 · Pongrácz Antal (ROU) · 5-5 · Arthur Cramer (BRA) · 5-4 · Roger Kam (HKG) · 5-2                                      | 3.        | F. csoport · Hans-Jürgen Hehn (FRG) · 4-5 · Philippe Boisse (FRA) · 4-5 · Jerzy Janikowski (POL) · 4-5 · Ralph Johnson (GBR) · 5-4 · Omar Vergara (ARG) · 5-3   | 5.        | kiesett | kiesett   | kiesett                      | kiesett                             | kiesett           | kiesett                      | kiesett                          | kiesett | kiesett                                   | 26.      |
| Aleksandr Bykov                                                                                  | Párbajtőr, egyéni | F. csoport · Göran Flodström (SWE) · 5-3 · Edward Bozek (USA) · 5-1 · Juan Inostroza (CHI) · 5-1 · Christian Kauter (SUI) · 1-5                              | 1.        | A. csoport · Fenyvesi Csaba (HUN) · 3-5 · Paul Szabo (ROU) · 3-5 · Karl-Heinz Müller (AUT) · 5-3 · Ole Mørch (NOR) · 5-1 · Sarkis Assatourian (IRI) · 5-3       | 3.        | D. csoport · Nils Koppang (NOR) · 4-5 · Christian Kauter (SUI) · 3-5 · Hans-Jürgen Hehn (FRG) · 2-5 · Fenyvesi Csaba (HUN) · 4-5 · Jaroslav Jurka (TCH) · 5-4                  | 6.        | kiesett                      | kiesett                             | kiesett           | kiesett                      | kiesett                          | kiesett | kiesett                                   | 20.      |
| Borisz Lukomszkij                                                                                | Párbajtőr, egyéni | B. csoport · Hans Jacobson (SWE) · 5-2 · Hans-Jürgen Hehn (FRG) · 5-3 · Daniel Feraud (ARG) · 4-5 · George Varaljay (CAN) · 4-5                              | 2.        | E. csoport · Hans Jacobson (SWE) · 5-4 · John Pezza (ITA) · 5-2 · Daniel Giger (SUI) · 5-1 · Pongrácz Antal (ROU) · 5-2 · Kulcsár Győző (HUN) · 4-5             | 1.        | C. csoport · John Pezza (ITA) · 1-5 · Hans Jacobson (SWE) · 1-5 · Ralph Johnson (GBR) · 2-5 · Jerzy Janikowski (POL) · 5-2 · Paul Szabo (ROU) · 5-3                            | 5.        | kiesett                      | kiesett                             | kiesett           | kiesett                      | kiesett                          | kiesett | kiesett                                   | 17.      |
| Viktor Krovopuszkov                                                                              | Kard, egyéni      | E. csoport · Kovács Tamás (HUN) · 5-2 · Eli Sukunda (CAN) · 5-1 · José María Casanova (ARG) · 5-0 · Guzman Salazar (CUB) · 4-5                               | 1.        | C. csoport · Dan Irimiciuc (ROU) · 5-3 · Marót Péter (HUN) · 5-3 · Régis Bonnissent (FRA) · 5-0 · Guzman Salazar (CUB) · 5-2 · Peter Mather (GBR) · 5-2         | 1.        | C. csoport · Michele Maffei (ITA) · 5-4 · Jacek Bierkowski (POL) · 5-0 · Paul Apostol (USA) · 5-3 · Kovács Tamás (HUN) · 5-4 · Cornel Marin (ROU) · 5-2                        | 1.        | Paul Apostol (USA) · 10-4    | Michele Maffei (ITA) · 10-9         |                   |                              |                                  | Vlagyimir Nazlimov (URS) · 5-3 · Viktor Szigyak (URS) · 5-4 · Ioan Pop (ROU) · 5-3 · Mario Aldo Montano (ITA) · 5-2 · Michele Maffei (ITA) · 5-2                                                 | 1.                                        |          |
| Vlagyimir Nazlimov                                                                               | Kard, egyéni      | A. csoport · Józef Nowara (POL) · 5-3 · Régis Bonnissent (FRA) · 5-2 · Marcelo Méndez (ARG) · 5-0 · Abdul Hamid Fathi (IRI) · 5-0                            | 1.        | B. csoport · Angelo Arcidiacono (ITA) · 3-5 · Kovács Tamás (HUN) · 5-4 · Patrick Quivrin (FRA) · 5-3 · Stephen Kaplan (USA) · 5-2 · Eli Sukunda (CAN) · 5-1     | 2.        | D. csoport · Mario Aldo Montano (ITA) · 5-4 · Francisco de la Torre (CUB) · 5-4 · Peter Westbrook (USA) · 5-2 · Miroszlav Dudekov (BUL) · 5-2 · Leszek Jabłonowski (POL) · 5-2 | 1.        | Peter Westbrook (USA) · 10-4 | Francisco de la Torre (CUB) · 10-7  |                   |                              |                                  | Viktor Krovopuszkov (URS) · 3-5 · Viktor Szigyak (URS) · 5-3 · Ioan Pop (ROU) · 5-3 · Mario Aldo Montano (ITA) · 5-4 · Michele Maffei (ITA) · 5-3                                                | 2.                                        |          |
| Viktor Szigyak                                                                                   | Kard, egyéni      | G. csoport · Angelo Arcidiacono (ITA) · 5-4 · Patrick Quivrin (FRA) · 5-0 · Peter Urban (CAN) · 5-2 · Royengyot Srivorapongpant (THA) · 5-0                  | 1.        | D. csoport · Peter Westbrook (USA) · 5-2 · Cornel Marin (ROU) · 5-4 · Leszek Jabłonowski (POL) · 5-2 · Marcelo Méndez (ARG) · 5-0 · Ismail Alamdari (IRI) · 5-0 | 1.        | A. csoport · Gedővári Imre (HUN) · 5-2 · Dan Irimiciuc (ROU) · 5-4 · Tycho Weißgerber (FRG) · 5-3 · Anani Mihajlov (BUL) · 5-1 · Patrick Quivrin (FRA) · 3-5                   | 1.        | Józef Nowara (POL) · 10-7    | Gedővári Imre (HUN) · 10-6          |                   |                              |                                  | Viktor Krovopuszkov (URS) · 4-5 · Vlagyimir Nazlimov (URS) · 3-5 · Ioan Pop (ROU) · 5-3 · Mario Aldo Montano (ITA) · 5-3 · Michele Maffei (ITA) · 5-4                                            | 3.                                        |          |
| Vlagyimir Gyenyiszov Aljakszandr Ramanykov Szabirzsan Ruzijev Vaszil Sztankovics                 | Tőr, csapat       | A. csoport · Románia (ROU) · 9-7 · Nagy-Britannia (GBR) · 9-3                                                                                                | 1.        | |           | |           | Magyarország (HUN) · 9-3     | NSZK (FRG) · 7-9                    |                   |                              |                                  | Bronzmérkőzés · Franciaország (FRA) · 4-9 | Bronzmérkőzés · Franciaország (FRA) · 4-9 | 4.       |
| Alekszandr Abusahmetov Aleksandr Bykov Borisz Lukomszkij Viktor Modzolevszkij Vaszil Sztankovics | Párbajtőr, csapat | E. csoport · Thaiföld (THA) · 11-5 · Egyesült Államok (USA) · 12-4 · Románia (ROU) · 9-4                                                                     | 1.        | erőnyerő | erőnyerő  | |           | Svédország (SWE) · 4-9       | 5–6. helyért · Norvégia (NOR) · 8-4 |                   |                              |                                  | Az 5. helyért · Románia (ROU) · 9-2 | Az 5. helyért · Románia (ROU) · 9-2       | 5.       |
| Mihail Burcev Viktor Krovopuszkov Vlagyimir Nazlimov Viktor Szigyak Eduard Vinokurov             | Kard, csapat      | A. csoport · Bulgária (BUL) · 11-5 · Franciaország (FRA) · 9-1                                                                                               | 1.        | |           | |           | Egyesült Államok (USA) · 9-1 | Románia (ROU) · 8 (65)-8 (64)       |                   |                              |                                  | Olaszország (ITA) · 9-4 | Olaszország (ITA) · 9-4                   |          |

Női
| Versenyző                                                                              | Versenyszám | Selejtező | Selejtező | Selejtező | Selejtező | Selejtező | Selejtező | Főtábla                              | Főtábla                                | Vigaszág          | Vigaszág                 | Vigaszág                 | Döntő csoport | Döntő csoport             | Helyezés |
| Versenyző                                                                              | Versenyszám | 1. kör | 1. kör    | 2. kör | 2. kör    | 3. kör | 3. kör    | 1. kör                               | 2. kör                                 | 1. kör            | 2. kör                   | 3. kör                   | Döntő csoport | Döntő csoport             | Helyezés |
| Versenyző                                                                              | Versenyszám | Ellenfél Eredmény | Hely.     | Ellenfél Eredmény | Hely.     | Ellenfél Eredmény | Hely.     | Ellenfél Eredmény                    | Ellenfél Eredmény                      | Ellenfél Eredmény | Ellenfél Eredmény        | Ellenfél Eredmény        | Ellenfél Eredmény | Hely.                     | Helyezés |
| -------------------------------------------------------------------------------------- | ----------- | --- | --------- | --- | --------- | --- | --------- | ------------------------------------ | -------------------------------------- | ----------------- | ------------------------ | ------------------------ | --- | ------------------------- | -------- |
| Jelena Belova                                                                          | Tőr, egyéni | C. csoport · Wendy Ager-Grant (GBR) · 5-3 · Bóbis Ildikó (HUN) · 5-3 · Ann O'Donnell (USA) · 5-0 · Ana Derșidan-Ene-Pascu (ROU) · 1-5      | 1.        | A. csoport · Bóbis Ildikó (HUN) · 5-0 · Brigitte Gapais-Dumont (FRA) · 5-4 · Chantal Payer (CAN) · 5-4 · Ute Kircheis-Wessel (FRG) · 5-3 · Max Madsen (DEN) · 2-5                                 | 1.        | D. csoport · Tordasi Ildikó (HUN) · 5-3 · Micheline Borghs (BEL) · 5-4 · Carola Mangiarotti (ITA) · 5-0 · Max Madsen (DEN) · 5-1 · Brigitte Gapais-Dumont (FRA) · 3-5                         | 1.        | Bóbis Ildikó (HUN) · 8-3             | Claudette Herbster-Josland (FRA) · 8-4 |                   |                          |                          | Tordasi Ildikó (HUN) · 2-5 · Maria Consolata Collino (ITA) · 5-4 · Brigitte Gapais-Dumont (FRA) · 5-4 · Cornelia Hanisch (FRG) · 5-1 · Bóbis Ildikó (HUN) · 4-5 · | 3.                        |          |
| Olga Knyazeva                                                                          | Tőr, egyéni | B. csoport · Kerstin Palm (SWE) · 1-5 · Katarína Lokšová-Ráczová (TCH) · 5-3 · Marie-Paule Van Eyck (BEL) · 5-1 · Nancy Uranga (CUB) · 5-1 | 2.        | B. csoport · Claudette Herbster-Josland (FRA) · 5-1 · Brigitte Oertel (FRG) · 5-3 · Magdalena Bartoş (ROU) · 5-4 · Krystyna Machnicka-Urbańska (POL) · 5-2 · Katarína Lokšová-Ráczová (TCH) · 0-5 | 2.        | C. csoport · Maria Consolata Collino (ITA) · 2-5 · Kerstin Palm (SWE) · 5-1 · Brigitte Latrille (FRA) · 5-3 · Wendy Ager-Grant (GBR) · 5-1 · Bóbis Ildikó (HUN) · 3-5                         | 2.        | Katarína Lokšová-Ráczová (TCH) · 8-3 | Brigitte Gapais-Dumont (FRA) · 5-8     |                   | Bóbis Ildikó (HUN) · 6-8 | kiesett                  | kiesett | kiesett                   | 9.       |
| Valentyina Szidorova                                                                   | Tőr, egyéni | D. csoport · Giulia Lorenzoni (ITA) · 5-2 · Ute Kircheis-Wessel (FRG) · 5-4 · Josikava Mariko (JPN) · 5-2 · Donna Hennyey (CAN) · 2-5      | 2.        | D. csoport · Tordasi Ildikó (HUN) · 5-3 · Kerstin Palm (SWE) · 5-2 · Margarita Rodríguez (CUB) · 5-3 · Marie-Paule Van Eyck (BEL) · 2-5 · Ana Derșidan-Ene-Pascu (ROU) · 4-5                      | 3.        | A. csoport · Stahl Jencsik Katalin (ROU) · 5-4 · Katarína Lokšová-Ráczová (TCH) · 5-4 · Grażyna Staszak-Makowska (POL) · 5-3 · Brigitte Oertel (FRG) · 5-4 · Clare Henley-Halsted (GBR) · 2-5 | 2.        | Kerstin Palm (SWE) · 8-4             | Maria Consolata Collino (ITA) · 7-8    |                   | Kerstin Palm (SWE) · 8-4 | Bóbis Ildikó (HUN) · 7-8 | kiesett | kiesett                   | 7.       |
| Jelena Belova Nailja Giljazova Olga Knyazeva Valentyina Nyikonova Valentyina Szidorova | Tőr, csapat | A. csoport · Kanada (CAN) · 14-2 · Lengyelország (POL) · 9-2                                                                               | 1.        | |           | |           | Románia (ROU) · 9-1                  | NSZK (FRG) · 9-6                       |                   |                          |                          | Franciaország (FRA) · 9-2 | Franciaország (FRA) · 9-2 |          |

## Vízilabda
| Szovjet férfi vízilabdacsapat-játékoskeret                                                                                | Szovjet férfi vízilabdacsapat-játékoskeret                                                              |
| --- | --- |
| - Alekszej Barkalov - Alekszandr Dolgusin - Alekszandr Dreval - Vladimer Iselidze - Alekszandr Kabanov - Anatoly Klebanov | - Szergej Kotyenko - Nyikolaj Melnyikov - Nuzgari Mshvenieradze - Vitaly Romanchuk - Aleksandr Zakharov |

### Eredmények
Csoportkör
B csoport
| Csapat            | M | Gy | D | V | G+ | G– | Gk  | P |
| ----------------- | - | -- | - | - | -- | -- | --- | - |
| Hollandia (NED)   | 3 | 3  | 0 | 0 | 14 | 10 | +4  | 6 |
| Románia (ROU)     | 3 | 1  | 1 | 1 | 18 | 14 | +4  | 3 |
| Szovjetunió (URS) | 3 | 1  | 1 | 1 | 14 | 12 | +2  | 3 |
| Mexikó (MEX)      | 3 | 0  | 0 | 3 | 10 | 20 | –10 | 0 |

| 1976. július 18. | Románia (ROU)        | 5 – 5 | Szovjetunió (URS) |  |
| 1976. július 18. | (1–1, 2–2, 2–2, 0–0) |       |                   |  |
| 1976. július 18. | Popescu, Rus 2       |       | Dreval 2          |  |

| 1976. július 19. | Hollandia (NED)      | 3 – 2 | Szovjetunió (URS)  |  |
| 1976. július 19. | (1–0, 1–0, 1–1, 0–1) |       |                    |  |
| 1976. július 19. | három játékos 1      |       | Dreval, Iselidze 1 |  |

| 1976. július 20. | Mexikó (MEX)         | 4 – 7 | Szovjetunió (URS) |  |
| 1976. július 20. | (1–2, 1–1, 1–1, 1–3) |       |                   |  |
| 1976. július 20. | Fernández 3          |       | Romanchuk 3       |  |

7–12. helyért
| 1976. július 22. | Kuba (CUB)               | 5 – 0 | Szovjetunió (URS) |  |
| 1976. július 22. | (megállapított eredmény) |       |                   |  |
| 1976. július 22. |                          |       |                   |  |

| 1976. július 23. | Mexikó (MEX)         | 3 – 4 | Szovjetunió (URS) |  |
| 1976. július 23. | (0–2, 1–1, 1–1, 1–0) |       |                   |  |
| 1976. július 23. | Fernández 2          |       | Dreval 2          |  |

| 1976. július 24. | Ausztrália (AUS)     | 2 – 7 | Szovjetunió (URS) |  |
| 1976. július 24. | (0–2, 0–2, 0–1, 2–2) |       |                   |  |
| 1976. július 24. | Kerr, D. Woods 1     |       | három játékos 2   |  |

| 1976. július 26. | Kanada (CAN)         | 6 – 6 | Szovjetunió (URS) |  |
| 1976. július 26. | (2–0, 2–2, 0–2, 2–2) |       |                   |  |
| 1976. július 26. | Gross 2              |       | Barkalov 2        |  |

| 1976. július 27. | Szovjetunió (URS)    | 16 – 0 | Irán (IRI) |  |
| 1976. július 27. | (4–0, 3–0, 4–0, 5–0) |        |            |  |
| 1976. július 27. | Iselidze 4           |        |            |  |

| Csapat            | M | Gy | D | V | G+ | G– | Gk  | P |
| ----------------- | - | -- | - | - | -- | -- | --- | - |
| Kuba (CUB)        | 5 | 4  | 1 | 0 | 34 | 16 | +18 | 9 |
| Szovjetunió (URS) | 5 | 3  | 1 | 1 | 33 | 16 | +17 | 7 |
| Kanada (CAN)      | 5 | 2  | 2 | 1 | 27 | 21 | +6  | 6 |
| Mexikó (MEX)      | 5 | 1  | 3 | 1 | 26 | 19 | +7  | 5 |
| Ausztrália (AUS)  | 5 | 1  | 1 | 3 | 22 | 25 | –3  | 3 |
| Irán (IRI)        | 5 | 0  | 0 | 5 | 8  | 53 | –45 | 0 |

| Csapat            | Helyezés |
| ----------------- | -------- |
| Szovjetunió (URS) | 8.       |